# Liste des romans de SAS
Cette page présente les 200 romans de la série SAS, créée par Gérard de Villiers et mettant en scène le héros Malko Linge.

## Série originale (1965-2013)

### SAS à Istanbul
- Publication : Plon / Presses de la Cité, 20/1/1965, numéro d'impression 1042
- Situation dans la série : no 1
- Résumé : Un sous-marin nucléaire américain le USS Memphis a disparu en manœuvres dans les eaux du Bosphore. Un sous-marin non identifié se trouvant à proximité a été coulé par le USS Skylark (en). Malko Linge est envoyé en Turquie pour enquêter sur cette disparition. Il engage un chauffeur (tueur à gages à l'occasion) : Elko Krisantem...

### SAS contre CIA
- Publication : Plon / Presses de la Cité, 23/6/1965, numéro d'impression 1584
- Situation dans la série : no 2
- Résumé : Le KGB a confidentiellement averti la CIA que le général Schalberg, chef de poste de la CIA en Iran, préparerait secrètement et sans en avoir référé à sa hiérarchie un coup d'État contre le Shah d'Iran.

### Opération Apocalypse
- Publication : Plon / Presses de la Cité, 25/10/1965, numéro d'impression 1982
- Situation dans la série :  no 3
- Résumé : Malko Linge, barbouze « hors-cadre » à la Central Intelligence Agency (CIA), le Deuxième Bureau américain n'est pas un agent secret ordinaire : c'est Son Altesse Sérénissime le prince Malko Linge, SAS pour ses collègues de touts les services secrets. Il possède à la frontière austro-hongroise un château en ruine dont, après chaque mission, il restaure un pan de mur ou une toiture. Il a refait l'aile droite de son château en découvrant en Turquie comment un sous marin atomique avait mystérieusement disparu, il a terminé sa bibliothèque grâce a une mission très spéciale en Iran, et maintenant il lutte contre une terrible menace qui risque d'anéantir les États-Unis. Heureusement que sa mémoire n'est pas mauvaise et qu'il sait parler aux femmes...

### Samba pour SAS
- Publication : Presses de la Cité, 10/12/1965, numéro d'impression 282
- Situation dans la série :  no 4
- Article connexe : Samba
- Résumé : La mission de Malko Linge consiste à convaincre le propriétaire d'une mine de manganèse de traiter sa future exploitation avec les États-Unis. Malheureusement, il n'est pas seul à avoir cet objectif, ses autres « compétiteurs » ayant bien sûr d'autres mandataires moins diplomates. De Rio à Brasilia, puis retour à Rio, Malko tentera de déjouer tous les pièges tendus par ses adversaires, pour le moins assez cruels…

### Rendez-vous à San Francisco
- Publication : Plon / Presses de la Cité, 15/6/1966, numéro d'impression 991
- Situation dans la série : no 5
- Résumé :

### Dossier Kennedy
- Situation dans la série : no 6
- Publication : Plon / Presses de la Cité, 1967, numéro d'impression 1578
- Résumé :

### SAS broie du noir
- Publication : Plon / Presses de la Cité, 1967, numéro d'impression 592
- Situation dans la série : no 7

### SAS aux Caraïbes
- Publication : Plon / Presses de la Cité, 1967, numéro d'impression 954
- Situation dans la série : no 8
- Résumé : Bernon Mitchell, mathématicien spécialisé dans le codage, disparaît lors de vacances aux Bahamas. Grosse perte pour la sécurité des États-Unis ! La NSA n'est pas complètement convaincue qu'il s'agit de son agent lorsqu'on retrouve un cadavre lui correspondant. Malko Linge se voit offrir par la CIA des vacances qui seront tout sauf sereines. Big Daddy, mafieux local retranché dans une enclave pour milliardaires, tire les ficelles pour contrecarrer l'enquête de Malko…
- Article connexe : Défection de Martin et Mitchell

### SAS à l'ouest de Jérusalem
- Publication : Plon / Presses de la Cité, 1968, numéro d'impression 1035
- Situation dans la série : no 9.
- Résumé :
- Remarque : l'action du roman ne se déroule pas en Israël ; l'auteur a choisi ce titre pour dire qu'une guerre secrète entre Israël et certains pays arabes (Résolution de Khartoum) se déroule en Europe après la Guerre des Six Jours.

### L'Or de la rivière Kwaï
- Publication : Plon / Presses de la Cité, 1968, numéro d'impression 1465
- Situation dans la série : no 10
- Résumé : En Thaïlande, Jim Stanford, un ancien agent de la CIA et ami de Malko, a disparu de la circulation. Apparemment nul ne s'en inquiète, mais l'enquête que tente de mener Malko, à Bangkok et Kuala Lumpur, lui attire quand même nombre d'ennuis.

### Magie noire à New York
- Publication : Plon / Presses de la Cité, 1968, numéro d'impression 1716
- Situation dans la série : no 11
- Résumé : Malko est victime d'une manipulation du KGB qui vise à le faire prendre pour un nazi. Pour prouver son innocence, Malko recherche le nazi en question. Durant sa recherche, il est poursuivi à la fois par le KGB qui ne veut pas qu'il retrouve le nazi, et traqué aussi par les agents israéliens qui, le prenant pour un vrai nazi, ne songent qu'à le liquider.

### Les Trois Veuves de Hong-Kong
- Publication : Plon / Presses de la Cité, 1968, numéro d'impression 2182
- Situation dans la série : no 12
- Résumé : Un des derniers modèles d'ordinateurs de la CIA détecte, par recoupements, un possible problème à venir du côté de Hong Kong. Malko y est envoyé pour faire le point sur la situation. De Hong Kong à Macao, Malko doit rencontrer un certain Cheng Chang, qui avait déclaré avoir des renseignements très importants sur une éventuelle attaque chinoise sur Hong Kong, alors dépendant de la couronne britannique, mais l'homme est mort dans un crash aérien dû à un attentat. Malko rencontrera ainsi successivement trois femmes qui prétendent être les veuves de Cheng Chang. Il découvrira aussi un complot communiste semblant viser le Coral Sea, porte-avions géant de la 7e flotte américaine, de retour d'opérations au Viêt Nam, qui va bientôt faire escale à Hong Kong.

### L'Abominable Sirène
- Publication : Plon / Presses de la Cité, 1969, numéro d'impression 2782.
- Situation dans la série : no 13
- Résumé :

### Les Pendus de Bagdad
- Publication : Plon / Presses de la Cité, 1969, numéro d'impression 2994/104.
- Situation dans la série : no 14
- Résumé : le roman évoque la dictature irakienne et la rébellion kurde dans le Kurdistan irakien.

### La Panthère d'Hollywood
- Publication : Plon / Presses de la Cité, 1969, numéro d'impression 3147.
- Situation dans la série : no 15.
- Résumé :

### Escale à Pago-Pago
- Publication : Plon / Presses de la Cité, 1969, numéro d'impression 3645.
- Situation dans la série : no 16
- Résumé : Au large de la Nouvelle-Calédonie, des touristes découvrent un doigt humain dans l'estomac d'une murène. Le doigt appartient à Thomas Rose, agent de la CIA, qui a disparu en opération dans les îles Fidji, à 1 138 milles de l'îlot Brosse. Comment ce doigt a-t-il pu dériver autant ? C'est ce que Malko doit impérativement découvrir en écumant les Fidji, les îles Samoa, qu'elles soient américaines ou indépendantes…

### Amok à Bali
- Situation dans la série : no 17
- Publication : Plon / Presses de la Cité, 1970, numéro d'impression 4213/8.
- Résumé :

### Que viva Guevara
- Publication : Plon / Presses de la Cité, 1970.
- Situation dans la série : no 18
- Résumé :

### Cyclone à l'ONU
- Publication : Plon / Presses de la Cité, 1970, numéro d'impression 4699/101.
- Situation dans la série : no 19
- Résumé : Dans les couloirs de l'ONU, il s'en passe des choses. Comme par exemple le retournement de délégués pour favoriser tel ou tel vote. À New York, Malko devra contrecarrer les agissement d'un mystérieux adversaire qui détourne du droit chemin, plus ou moins sauvagement, un certain nombre de diplomates, parfois facilement influençables.

### Mission à Saïgon
- Publication : Plon / Presses de la Cité, 02 novembre 1970.
- Situation dans la série : no 20.
- Résumé :

### Le Bal de la comtesse Adler
- Situation dans la série : no 21
- Publication : Plon / Presses de la Cité, 25/02/1971, numéro d'impression 5033/339.
- Résumé :

### Les Parias de Ceylan
- Publication : Plon / Presses de la Cité, 30/04/1971, numéro d'impression 5853/380.
- Situation dans la série : no 22
- Date et lieux principaux de l'action : Ceylan, courant 1971.
- Personnages principaux :
- Résumé :

### Massacre à Amman
- Publication : Plon / Presses de la Cité, 14/06/1971, numéro d'impression 5925/422.
- Situation dans la série : no 23
- Date et lieux principaux de l'action : Fin 1970 ou début 1971 à Amman.
- Personnages principaux :
- Résumé :

### Requiem pour Tontons Macoutes
- Publication : Plon / Presses de la Cité, 29/10/1971, numéro d'impression 6179-5.
- Situation dans la série : no 24
- Date et lieux principaux de l'action : Avril-mai 1971 (peu après la mort de François Duvalier ), Haïti.
- Personnages principaux :
- Résumé :
- Contexte et liens avec l'actualité : le roman présente la situation politique et sociale en Haïti au début des années 1970.

### L'Homme de Kabul
- Situation dans la série : no 25
- Publication : Plon / Presses de la Cité, 15/02/1972, numéro d'impression 81/5732/2.
- Date et lieux principaux de l'action :
- Personnages principaux :
- Résumé : On a découvert que Lin Biao, le successeur désigné de Mao Zedong et donc numéro deux du Parti communiste chinois, s'est échappé de Chine en prenant un avion pour se rendre en Union soviétique. Mais soit en raison des avions de chasse chinois, soit à cause des mauvaises conditions atmosphériques, l'avion s'est écrasé en Afghanistan. Malko Linge est envoyé à Kaboul ; sa mission est de déterminer si Lin Piao, devenu sans le vouloir « l'Homme de Kabul », est vivant ou mort, et qui le détient : les Afghans, les Chinois, les Russes, les Pakistanais ? Sa mission est d'autant plus difficile que le chef de poste de la CIA sur place n'a aucune information sur le sujet.

### Mort à Beyrouth
- Publication : Plon / Presses de la Cité, 2e trimestre 1972.
- Situation dans la série : no 26
- Date et lieux principaux de l'action :
- Personnages principaux :
- Résumé : À la suite de la visite de Richard Nixon en Chine en 1972 et au réchauffement diplomatique entre les deux pays, les Chinois souhaitent acheter une trentaine d'avions longs-courriers Boeing 707 aux États-Unis. Ces derniers veulent un dispositif commercial discret. Pour cela un accord est mis en place : les Américains vont vendre des avions à l'entreprise dirigée par Jezzine Khalil, important commerçant libanais, qui les revendra ensuite aux Chinois. Quand le récit commence, les deux frères de Jezzine Khalil, Samir et Ade, sont exécutés avec de l'acide prussique par Harry Erivan, sur ordre du lieutenant-colonel du KGB Youri Davoudian. En effet l'Union soviétique veut mettre des bâtons dans les roues des Américains et des Chinois, et a décidé de s'en prendre au « maillon faible », Jezzine Khalil. Sous couvert de la DEA et officiellement chargé d'enquêter sur un trafic de drogue, Malko est envoyé au Liban pour protéger le commerçant et découvrir qui peut être la « taupe », nécessairement proche de lui, qui a renseigné les Russes de la vente d'avions. Il doit faire aussi en sorte que Jezzine signe le plus rapidement possible les contrats…

### Safari à La Paz
- Publication : Plon / Presses de la Cité, 20/6/1972
- Situation dans la série : no 27
- Date et lieux principaux de l'action :
- Personnages principaux :
- Résumé : La CIA ne veut pas être accusée de couvrir des anciens criminels nazis, même si ceux-ci lui ont donné des coups de main dans la « neutralisation » de révolutionnaires un peu marxistes. En Bolivie, Klaus Heinkel, un ancien tortionnaire nazi, a été démasqué : il ne doit  donc plus être en grâce auprès de la CIA. Malko est chargé par l'agence de Francfort de remettre les empreintes officielles d'Heinkel aux autorités boliviennes pour les forcer à l'identifier formellement...

### L'Héroïne de Vientiane
- Publication : Plon / Presses de la Cité, 16/10/1972.
- Situation dans la série : no 28.
- Résumé : La CIA dispose de peu de moyens au Laos par rapport aux moyens déployés pour la guerre du Viêt Nam. David Wise, directeur des Opérations spéciales de la CIA, a donc envoyé son propre fils au Laos pour avoir un rapport objectif. Malko est chargé de venir épauler le jeune Wise.

### Berlin: Check-point Charlie
- Publication : Plon / Presses de la Cité, 1er trimestre 1973.
- Situation dans la série : no 29
- Date et lieux principaux de l'action :
- Personnages principaux :
- Résumé : Ancien prix Nobel et âgé, Wolfgang Mann a décidé de passer à l'ouest. Malko est envoyé à Berlin pour lui faire passer la frontière, très surveillée, accompagné d'Elko Krisantem. Le transfuge est très important car, à Moscou, il avait accès à des informations essentielles sur le programme soviétique de missiles intercontinentaux ICBM.

### Mourir pour Zanzibar
- Situation dans la série : no 30
- Publication : Plon / Presses de la Cité, 20/4/1973
- Date et lieux principaux de l'action :
- Personnages principaux :
- Résumé : Malko est envoyé en Tanzanie dans le but de fomenter un coup d'État contre Adbel Mkele, sinistre Président de Zanzibar et vice-président de Tanzanie.

### L'Ange de Montevideo
- Publication : Plon / Presses de la Cité, 20/6/1973
- Situation dans la série : no 31
- Date et lieux principaux de l'action :
- Personnages principaux :
- Résumé : Ron Baber, agent de la CIA qui travaille à la Jefetura à Montevideo, cherche à percer l’identité de Libertad, le chef des Tupamaros. Mais il est enlevé en pleine rue par une femme habillée en bonne sœur. Malko Linge est appelé à la rescousse pour retrouver l’Américain avant qu’il ne soit exécuté...
- Remarque : Le début du roman reprend l’argument du film de Costa-Gavras, État de Siège, tourné en 1972 et lui-même inspiré par l’assassinat de Dan Mitrione, agent du FBI assassiné par les Tupamaros en 1970.

### Murder Inc., Las Vegas
- Publication : Plon / Presses de la Cité, 4e trimestre 1973.
- Situation dans la série : no 32
- Date et lieux principaux de l'action :
- Personnages principaux :
- Résumé : Le journaliste Henry Durango fait une filature de Bunny Capistrano, le principal mafieux de Las Vegas, directeur d'un casino célèbre et d'un immense hôtel. Il photographie Bunny en compagnie d'une autre personne. Mais son activité de paparazzi est découverte et il est pourchassé...

### Rendez-vous à Boris Gleb
- Publication : Plon / Presses de la Cité, janvier 1974.
- Situation dans la série : no 33.
- Résumé : Malko Linge a pour mission d'empêcher un défecteur russo-israélien de rejoindre l’URSS ou d’être tué par les Israéliens, et de le convaincre d'émigrer aux États-Unis, tout en révélant ce qu'il sait sur les réseaux soviétiques en Israël.

### Kill Henry Kissinger!
- Publication : Plon / Presses de la Cité, 10/4/1974.
- Situation dans la série : no 34.
- Résumé : Malko Linge est envoyé le 31 décembre à Koweit City pour empêcher un attentat à l'encontre d’Henry Kissinger.

### Roulette cambodgienne
- Publication : Plon / Presses de la Cité, 10/6/1974
- Situation dans la série : no 35
- Résumé : Les Américains cherchent à négocier avec les Khmers rouges mais ceux-ci exigent que le général Oung Krom, bras droit du général Lon Nol, anticommuniste farouche, soit éliminé. Alors que  Phnom Penh est encerclée, Malko est envoyé pour que le général soit écarté du théâtre des opérations (chapitre 1er).

### Furie à Belfast
- Publication : Plon / Presses de la Cité, 15 octobre 1974.
- Situation dans la série : no 36.
- Date et lieux principaux de l'action :
- Personnages principaux :
- Résumé :

### Guêpier en Angola
- Publication : Plon / Presses de la Cité, 13/2/1975
- Situation dans la série : no 37
- Date et lieux principaux de l'action :
- Personnages principaux :
- Résumé : Len Post, agent de la CIA à Luanda vient de terminer tragiquement sa carrière alors qu’il s’apprêtait à recevoir un envoyé de Jonas Savimbi. Son assassin, un Irlandais sadique, le remplace lors de l’entretien et s’empare d’un courrier très confidentiel. On demande alors à Malko de jouer le rôle d’un facteur un peu spécial.

### Les Otages de Tokyo
- Publication : Plon / Presses de la Cité, 10/4/1975.
- Situation dans la série : no 38.
- Date et lieux principaux de l'action :
- Personnages principaux :
- Résumé :

### L'ordre règne à Santiago
- Situation dans la série : no 39
- Publication : Plon / Presses de la Cité, 1975
- Date et lieux principaux de l'action :
- Personnages principaux :
- Résumé :

### Les Sorciers du Tage
- Publication : Plon / Presses de la Cité, 1975.
- Situation dans la série : no 40.
- Date et lieux principaux de l'action :
- Personnages principaux :
- Résumé :

### Embargo
- Publication : Plon / Presses la Cité, 1976
- Situation dans la série : no 41
- Date et lieux principaux de l'action :
- Personnages principaux :
- Résumé : Nafud Jidda est un homme d'affaires saoudien. Il orchestre avec des pays arabes un embargo pétrolier à l'encontre des États-Unis pour que ces derniers « lâchent » Israël et adhèrent aux thèses palestiniennes. Son but caché (à lui) n'est pas de nuire aux États-Unis, mais de gagner beaucoup d'argent, en trafiquant pendant cette période, des tankers pleins de pétrole avec l'homme d'affaires américain Richard Cosby. Seulement, pour arriver à ses fins, on le soupçonne d'employer des méthodes « expéditives » à l'encontre de ceux qui résistent civiquement à l'embargo…

### Le Disparu de Singapour
- Publication : Plon / Presses de la Cité, 2e trimestre 1976.
- Situation dans la série : no 42.
- Date et lieux principaux de l'action :
- Personnages principaux :
- Résumé :

### Compte à rebours en Rhodésie
- Publication : Plon / Presses de la Cité, 1976.
- Situation dans la série : no 43.
- Date et lieux principaux de l'action :
- Personnages principaux :
- Résumé :

### Meurtre à Athènes
- Publication : Plon / Presses de la Cité, 1976
- Situation dans la série : no 44.
- Date et lieux principaux de l'action :
- Personnages principaux :
- Résumé :

### Le Trésor du Négus
- Publication : Plon / Presses de la Cité, 1977.
- Situation dans la série : no 45.
- Date et lieux principaux de l'action :
- Personnages principaux :
- Résumé :

### Protection pour Teddy Bear
- Publication : Plon / Presses de la Cité, mai 1977
- Situation dans la série : no 46
- Date et lieux principaux de l'action :
- Personnages principaux :
- Résumé :

### Mission impossible en Somalie
- Publication : Plon / Presses de la Cité, 3e trimestre 1977.
- Situation dans la série : no 47.
- Date et lieux principaux de l'action :
- Personnages principaux :
- Résumé :

### Marathon à Spanish Harlem
- Publication : Plon / Presses de la Cité, 1977.
- Situation dans la série : no 48.
- Date et lieux principaux de l'action :
- Personnages principaux :
- Résumé :

### Naufrage aux Seychelles
- Publication : Plon / Presses de la Cité, 1978
- Situation dans la série : no 49
- Date et lieux principaux de l'action :
- Personnages principaux :
- Résumé :

### Le Printemps de Varsovie
- Publication : Plon / Presses de la Cité, 1978.
- Situation dans la série : no 50.
- Date et lieux principaux de l'action :
- Personnages principaux :
- Résumé :

### Le Gardien d'Israël
- Publication : Plon / Presses de la Cité, 1978.
- Situation dans la série : no 51.
- Date et lieux principaux de l'action :
- Personnages principaux :
- Résumé :

### Panique au Zaïre
- Publication : Plon / Presses de la Cité, 1978.
- Situation dans la série : no 52.
- Date et lieux principaux de l'action :
- Personnages principaux :
- Résumé :

### Croisade à Managua
- Publication : Plon / Presses de la Cité, 1979.
- Situation dans la série : no 53.
- Date et lieux principaux de l'action :
- Personnages principaux :
- Résumé :

### Voir Malte et mourir
- Publication : Plon / Presses de la Cité, 1979.
- Situation dans la série : no 54.
- Résumé : Malko Linge est chargé de retrouver un informateur de la CIA et de l'exfiltrer sans danger.

### Shangaï Express
- Publication : Plon / Presses de la Cité, 1979.
- Situation dans la série : no 55.
- Date et lieux principaux de l'action :
- Personnages principaux :
- Résumé :

### Opération Matador
- Publication : Plon / Presses de la Cité, 1979.
- Situation dans la série : no 56.
- Date et lieux principaux de l'action :
- Personnages principaux :
- Résumé : Des documents confidentiels concernant une opération secrète en cours de réalisation sont dérobés du domicile d'un analyste de la CIA à Los Angeles. Les documents sont restitués après paiement d'une rançon, mais les hautes instances de la CIA veulent obtenir l'assurance qu'aucune copie des originaux n'existe. Ils veulent également être certains qu'aucune autre fuite concernant cette opération ne puisse avoir lieu.

### Duel à Barranquilla
- Situation dans la série : no 57
- Publication : Plon / Presses de la Cité, 1980
- Date et lieu de l'action : 1980 - Colombie (et spécialement Barranquilla)
- Personnages principaux :
- Résumé :

### Piège à Budapest
- Publication : Plon / Presses de la Cité, 1980.
- Situation dans la série : no 58.
- Date et lieux principaux de l'action :
- Personnages principaux :
- Résumé : À Budapest, en Hongrie, le ministre de l’Intérieur soviétique a été enlevé à l’issue d’une soirée protocolaire festive. Les services secrets hongrois (MVA) enquêtent, avec le soutien menaçant du KGB, sur cette disparition restée secrète. Pendant ce temps, à Londres, l’ambassade américaine reçoit la visite d’un émigré hongrois désireux de s’entretenir avec une personne de la CIA car son contact habituel vient de décéder d’une crise cardiaque. Après vérification, il s’avère que ce dernier ne travaillait plus pour le service depuis plusieurs années. Les deux affaires s’avérant liées, la CIA décide de faire appel à Malko Linge.

### Carnage à Abu Dhabi
- Publication : Plon / Presses de la Cité, 1980 (nouvelle publication en 2015 aux éditions Gérard de Villiers, avec une page de couverture différente).
- Situation dans la série : no 59
- Date et lieux principaux de l'action :
- Personnages principaux :
- Résumé :  À Abu Dhabi, deux jeunes Occidentales sont assassinées. La CIA dépêche sur place Malko Linge pour enquêter. Il va découvrir qu'un complot menace l'émir Zayed ben Sultan Al Nahyane…

### Terreur à San Salvador
- Publication : Plon / Presses de la Cité, 1980.
- Situation dans la série : no 60.
- Date et lieux principaux de l'action :
- Personnages principaux :
- Résumé : Enrico Chacon, un Cubain anti-castriste viscéral, protégé naguère par la CIA pour sa contribution contre les « subversivos » de San Salvador, commence à gêner son ancien commanditaire en raison des méthodes expéditives et barbares qu'il utilise. Malko est chargé de lui faire comprendre « fermement » qu'il n'est plus en grâce. Malko sera confronté à la cruauté ambiante, du San Salvador en général et de Chacon en particulier...

### Le Complot du Caire
- Publication : Plon / Presses de la Cité, 1981.
- Situation dans la série : no 61.
- Date et lieux principaux de l'action :
- Personnages principaux :
- Résumé :

### Vengeance romaine
- Publication : Plon / Presses de la Cité, avril 1981.
- Situation dans la série : no 62.
- Résumé : Après l'attaque de son château de Liezen par des terroristes de la Fraction armée rouge qui ont tenté de l'exécuter, Malko Linge est bien décidé à se venger de ces terroristes allemands. Apprenant qu'ils se sont réfugiés auprès de leurs alliés des Brigades rouges italiennes, il décide de les traquer jusqu'à Rome.

### Des armes pour Khartoum
- Publication : Plon / Presses de la Cité, 1981.
- Situation dans la série : no 63.
- Date et lieux principaux de l'action :
- Personnages principaux :
- Résumé :

### Tornade sur Manille
- Publication : Plon / Presses de la Cité, 4e trimestre 1981.
- Situation dans la série : no 64.
- Date et lieux principaux de l'action :
- Personnages principaux :
- Résumé : La CIA a eu vent qu'un Allemand de l'Est, Hans Vogel, avait été engagé pour exécuter le dictateur (et néanmoins « ami » des États-Unis) Ferdinand Marcos. En escale à Bangkok (Thaïlande), Hans Vogel a été intercepté et incarcéré, puis remplacé par Malko Linge, chargé d'infiltrer l'opération et de déterminer l'identité du commanditaire de l'attentat.

### Le Fugitif de Hambourg
- Publication : Plon / Presses de la Cité, 1982.
- Situation dans la série : no 65.
- Résumé : Hans Dorbach, colonel est-allemand est récupéré par Malko Linge après avoir traversé une « faille » du mur de Berlin. C'est une grosse prise pour les services de l'Ouest. Mais un grain de sable nommé Renata (la maîtresse de Hans) va mettre le doute dans les esprits : l'homme est-il un vrai dissident, ou s'agit-il d'une intoxication avec agent double ?

### Objectif Reagan
- Publication : Plon / Presses de la Cité, avril 1982.
- Situation dans la série : no 66.
- Date et lieux principaux de l'action :
- Personnages principaux :
- Résumé : Malko Linge est chargé de découvrir qui veut commettre un attentat contre le président Reagan.

### Rouge Grenade
- Publication : Plon / Presses de la Cité, 1982
- Situation dans la série : no 67
- Date et lieux principaux de l'action :
- Personnages principaux :
- Résumé : Grenade est en passe de devenir un autre Cuba. En effet, des Cubains, insidieusement pilotés par les Russes, encouragent l'installation de la révolution pour couvrir un projet plus ambitieux : faire de Grenade une base de missiles  menaçant le Venezuela voisin qui à l'époque n'est pas très perméable aux idées marxistes. Malko assisté d'une espionne vénézuélienne va tenter d'y récupérer un pacte établissant tout ceci, qui aurait été signé entre Maurice Bishop, premier ministre de Grenade, et Cuba.

### Commando sur Tunis
- Publication : Plon / Presses de la Cité, 1982.
- Situation dans la série : no 68.
- Résumé : Malko est chargé de faire en sorte que le complot fomenté par les services secrets libyens du colonel Kadhafi tendant à éliminer le président Bourguiba échoue.

### Le Tueur de Miami
- Publication : Plon / Presses de la Cité, 1983.
- Situation dans la série : no 69
- Date et lieux principaux de l'action :
- Personnages principaux :
- Résumé : La CIA décide de faire appel à Malko et de le mettre à la disposition de la DEA car elle sait qu'un « gros coup » de trafic de drogue est en préparation en Floride.

### La Filière bulgare
- Publication : Plon / Presses de la Cité, 1983.
- Situation dans la série : no 70.
- Date et lieux principaux de l'action :
- Personnages principaux :
- Résumé : Le roman met en scène la tentative d'exfiltration d'un défecteur soviétique à l'Ouest et la tentative d'assassinat de Jean-Paul II en 1981 avec l'aide des services secrets bulgares.

### Aventure au Surinam
- Publication : Plon / Presses de la Cité, 1983.
- Situation dans la série : no 71.
- Date et lieux principaux de l'action :
- Personnages principaux :
- Résumé : Au Surinam, la nouvelle junte au pouvoir veut faire exécuter un des putschistes de la première heure, Julius Harb, parce qu'il n'est plus en accord avec les dérives du pouvoir actuel. Les Hollandais, vexés de leur éviction du Surinam, et la CIA inquiète de la tournure cubaine que prend le nouveau pouvoir, mandatent Malko pour tenter de sauver Julius Harb, qui deviendrait leur fer de lance pour se réimplanter au Surinam.

### Embuscade à la Khyber Pass
- Publication : Plon / Presses de la Cité, 1983.
- Situation dans la série : no 72.
- Date et lieux principaux de l'action :
- Personnages principaux :
- Résumé : La CIA envoie Malko Linge à Peshawar afin de faire échouer une opération clandestine du KGB destinée à décapiter la résistance afghane. Malko parvient à déjouer cette opération et les commandants des diverses factions afghanes lui en savent gré. Malko est aidé dans son action par Sayed Gul, l'un des dirigeants des services de renseignement de la résistance.

### Le Vol 007 ne répond plus
- Publication : Plon / Presses de la Cité, 1984.
- Situation dans la série : no 73.
- Date et lieux principaux de l'action : Washington, Anchorage
- Personnages principaux :
- Résumé : Le récit met en scène le Vol Korean Air Lines 007 abattu par la chasse soviétique le 1er septembre 1983.

### Les Fous de Baalbek
- Publication : Plon / Presses de la Cité, 1984.
- Situation dans la série : no 74.
- Date et lieux principaux de l'action :
- Personnages principaux :
- Résumé : Malko Linge est chargé d'élucider ce que savait un agent de la CIA à Beyrouth, qui vient d'être assassiné. Il va devoir démêler l'imbroglio libanais composé de multiples factions qui s’entretuent ou s'épaulent.

### Les Enragés d'Amsterdam
- Publication : Plon / Presses de la Cité, 1984
- Situation dans la série  no 75
- Date et lieux principaux de l'action :
- Personnages principaux :
- Résumé : À Amsterdam, le corps d'un jeune sergent de l'US Army est repêché dans le canal Singel. Tout porte à croire qu'il a été assassiné, quelques semaines après une autre disparition inquiétante, celle de Lucien Schoor, un soldat hollandais fiché pour anti-militarisme. Malko est chargé par la CIA et les services secrets hollandais d'enquêter sur ces deux meurtres sans aucun lien en apparence.

### Putsch à Ouagadougou
- Publication : Plon / Presses de la Cité, 1984.
- Situation dans la série : no 76.
- Date et lieux principaux de l'action :
- Personnages principaux :
- Résumé : Malko Linge est chargé d'organiser discrètement un coup d'État au Burkina Faso.

### La Blonde de Pretoria
- Publication : Plon / Presses de la Cité, 1985.
- Situation dans la série : no 77.
- Date et lieux principaux de l'action :
- Personnages principaux :
- Résumé : Malko Linge est chargé de neutraliser « définitivement » une terroriste est-allemande.

### La Veuve de l'Ayatollah
- Publication : Plon / Presses de la Cité, 1985.
- Situation dans la série : no 78.
- Article connexe : Ayatollah
- Date et lieux principaux de l'action : New York, Îles Vierges des États-Unis, Îles Baléares.
- Personnages principaux :
- Résumé :
- Anecdote : un Iranien vivant à New York a été menacé par des agents des services secrets de son  pays ; il explique que pour l'intimider ceux-ci, chez lui, ont lacéré un superbe tableau de Desportes[1].

### Chasse à l'homme au Pérou
- Publication : Plon / Presses de la Cité, 1985
- Situation dans la série : no 79
- Date et lieux principaux de l'action : Pérou
- Personnages principaux :
- Résumé :

### L'Affaire Kirsanov
- Publication : Plon / Presses de la Cité, 1985.
- Situation dans la série : no 80.
- Date et lieux principaux de l'action :
- Personnages principaux :
- Résumé : Le major Gregor Kirsanov, officier du KGB à Madrid, souhaite passer à l'Ouest pour vivre avec la femme qu'il aime et bénéficier d'une « prime » d'un million de dollars. Malko est envoyé à Madrid pour vérifier que la défection se fera sans problème.

### Mort à Gandhi
- Publication : Plon / Presses de la Cité, 1986.
- Situation dans la série : no 81.
- Date et lieux principaux de l'action :
- Personnages principaux :
- Résumé : Deux ans avant les aventures évoquées dans le roman, Indira Gandhi avait lancé l'Opération Blue Star (juin 1984) au cours de laquelle l'assaut avait été donné contre le Temple d'or d'Amritsar, ce qui avait déchaîné la haine des Sikhs contre elle. Indira Gandhi avait d'ailleurs été assassinée par des Sikhs le 31 octobre de la même année. Lorsque le roman débute, on est début octobre 1986. Malko vient d'être envoyé en Inde pour empêcher l'assassinat du premier ministre Rajiv Gandhi par des Sikhs extrémistes.

### Danse macabre à Belgrade
- Publication : Plon / Presses de la Cité, 1986.
- Situation dans la série : no 82.
- Date et lieux principaux de l'action :
- Personnages principaux :
- Résumé :
- Remarque : Malko Linge est chargé d'exfiltrer un terroriste de l'Asala afin qu'il donne des informations à la CIA.

### Coup d'État au Yémen
- Publication : Plon / Presses de la Cité, 1986.
- Situation dans la série : no 83.
- Résumé : À Sanaa, le jeune agent de la CIA Jack Penny a une liaison avec une yéménite, Assageth. Sans le savoir, il a remarqué au domicile de la jeune femme un objet qui va servir bientôt pour un attentat. Lorsque le colonel Mohammed Bazara se rend compte que le jeune agent pourrait faire capoter l'opération, il s'en ouvre au chef d'antenne du KGB à Sanaa, Oleg Kopecki. Celui-ci ordonne l'assassinat immédiate de Penny. Le jeune agent est tué dès le lendemain par l'injection dans son corps de curare. Malko est envoyé au Yemen du Nord pour découvrir pourquoi Jack Penny a été exécuté dans de telles circonstances.

### Le Plan Nasser
- Publication : Plon / Presses de la Cité, octobre 1986.
- Situation dans la série : no 84.
- Résumé : Malko Linge est chargé d'empêcher la commission d'un attentat à New York.

### Embrouilles à Panama
- Publication : Plon / Presses de la Cité, 1er trimestre 1987.
- Situation dans la série : no 85.
- Liens avec l'actualité : lors de la rédaction du roman, le meurtre d'Hugo Spadafora avait été médiatisé, et le général Coiba est une allusion transparente au général Noriega.
- Résumé : Malko Linge est chargé de contribuer à l'élimination de l'homme fort du Panama, le général Coiba.

### La Madone de Stockholm
- Publication : Plon / Presses de la Cité, 1987.
- Situation dans la série : no 86.
- Résumé : Malko Linge s'oppose à un agent redoutable du KGB, Ingrid Stor, qui se « déchaîne » contre les dissidents venus de l'Est. Le KGB l'envoie en mission pour récupérer un dissident américain, Lee Updike, et l'emmener de force à l'Est. Malko tente de s'opposer à sa manœuvre.

### L'Otage d'Oman
- Publication : Plon / Presses de la Cité, 1987
- Situation dans la série : no 87
- Date et lieux principaux de l'action : Oman
- Personnages principaux :
- Résumé :

### Escale à Gibraltar
- Publication : Plon / Presses de la Cité, octobre 1987.
- Situation dans la série : no 88.
- Résumé : Malko Linge est chargé de faire capoter un échange drogue/armes/argent.

### Aventure en Sierra Leone
- Publication : Éditions Gérard de Villiers, 1988
- Situation dans la série : no 89
- Date et lieux principaux de l'action : Freetown, en Sierra Leone
- Personnages principaux :
- Résumé : Stanley Parker, chef d'agence à Abidjan, a vent qu'un chiite libanais connu comme terroriste notoire et inféodé aux services de renseignements iraniens, était en Sierra Leone, probablement pas pour une bonne action. Malko est chargé de savoir ce que préparent les services iraniens implantés dans ce pays africain.

### La Taupe de Langley
- Publication : Éditions Gérard de Villiers, 1988.
- Situation dans la série : no 90.
- Résumé : Malko Linge est chargé de retrouver un haut responsable de la CIA qui a fourni pendant des années des renseignements à l'Union soviétique.

### Les Amazones de Pyongyang
- Publication : Éditions Gérard de Villiers, 1988
- Situation dans la série : no 91
- Date et lieux principaux de l'action : Corée du Sud (Séoul), Autriche (Vienne)
- Personnages principaux :
- Résumé : Kim Jong-il, fils du dictateur nord-coréen, adore le cinéma. La CIA lui a envoyé une honorable correspondante qui jouerait le rôle de starlette. Sa mission était d'en savoir plus sur les projets d attentats contre les athlètes américains à l'occasion des jeux olympiques de Séoul en 1988. La jeune femme aurait été assassinée. Malko est envoyé en Corée du Sud pour découvrir ce qu'elle savait.

### Les Tueurs de Bruxelles
- Publication : Éditions Gérard de Villiers, 1988
- Situation dans la série : no 92
- Date et lieux principaux de l'action : Bruxelles
- Personnages principaux :
- Résumé :

### Visa pour Cuba
- Publication : Éditions Gérard de Villiers, 1989
- Situation dans la série : no 93
- Date et lieux principaux de l'action : Cuba
- Personnages principaux :
- Résumé : Luis Miguel Bayamo, un défecteur cubain a des secrets à vendre à l'occident. Malko Linge est envoyé dans la dictature tropicale pour l'en faire sortir. Ça ne va pas être facile car en plus d'être tropicale, la dictature est aussi très communiste, avec sa kyrielle de taupes du régime qui dénoncent tout à tout va. Très dur de passer incognito.

### Arnaque à Brunei
- Publication : Éditions Gérard de Villiers, 1989
- Situation dans la série : no 94
- Date et lieux principaux de l'action : Brunei
- Personnages principaux :
- Résumé :

### Loi martiale à Kaboul
- Publication : Éditions Gérard de Villiers, 1989.
- Situation dans la série : no 95.
- Résumé : En Afghanistan, le pouvoir du président communiste Najibullah est menacé par les fondamentalistes. Pour ne pas retomber dans un scénario à la Khomeiny en Iran, la CIA veut réévaluer la politique américaine et donc contrer les plans des talibans qui menacent le pouvoir en place. Malko est envoyé à Kaboul pour essayer de « retourner » le chef de guerre Selim Khan qui aiderait à maintenir Najibullah. Mais les Russes, anciens maîtres des lieux, sont prêts à tout pour contrecarrer les plans américains.

### L'Inconnu de Leningrad
- Publication : Éditions Gérard de Villiers, 1989
- Situation dans la série : no 96
- Date et lieux principaux de l'action : Finlande, URSS (Leningrad), Suisse (Zurich), Royaume-Uni (Londres)
- Personnages principaux :
- Résumé :

### Cauchemar en Colombie
- Publication : Éditions Gérard de Villiers, 1989
- Situation dans la série : no 97
- Date et lieux principaux de l'action : Colombie (Medellin, Bogota)
- Personnages principaux :
- Résumé : La CIA veut aider la DEA de Colombie pour lui « damer le pion ». Elle charge Malko d'arrêter d'une façon ou d'une autre les agissements de Pedro Garcia Velasquez, alias El Mexicano, un narcotrafiquant qui fait la loi dans une Colombie complètement gangrénée par les retombées de la drogue.
- Remarques : ce n'est pas la première fois que Malko se rend en Colombie ; il y était déjà allé dans Duel à Barranquilla (SAS no 57 - 1980). Il y retournera dans Ramenez-les vivants (SAS no 153 - 2004).

### Croisade en Birmanie
- Publication : Éditions Gérard de Villiers, 1990
- Situation dans la série : no 98
- Date et lieux principaux de l'action : Birmanie (Rangoun, Mandalay), Thaïlande (Bangkok)
- Personnages principaux :
- Résumé : Mike Roberts, chef de l'antenne de la CIA à Bangkok, est persuadé que si le général birman Thiha Latt se rapproche d'Aung San Suu Kyi (l'opposante « historique »), c'est qu'il souhaite vraiment fomenter un coup d'état contre la junte au pouvoir. Ce faisant, la Birmanie recouvrerait la démocratie avec Aung San Suu Kyi. Son collègue à Rangoon est très sceptique, mais « Langley » juge que le jeu en vaut la chandelle. Malko est donc envoyé en Birmanie pour évaluer les chances pour l'opposition de prendre le pouvoir…

### Mission à Moscou
- Publication : Éditions Gérard de Villiers, 1990 (nouvelle publication en 2015 avec une page de couverture différente).
- Situation dans la série : no 99
- Date et lieux principaux de l'action : URSS (Moscou)
- Personnages principaux :
- Résumé :

### Les Canons de Bagdad
- Publication : Éditions Gérard de Villiers, 1990.
- Situation dans la série : no 100.
- Résumé : Malko Linge est chargé de faire en sorte que les Irakiens ne puissent pas créer des armes de destruction massive.

### La Piste de Brazzaville
- Publication : Éditions Gérard de Villiers, 1991
- Situation dans la série : no 101
- Date et lieux principaux de l'action : Brazzaville
- Personnages principaux :
- Résumé : Le vol UTA 772 du 19 septembre 1989 reliant Brazzaville à Paris, via N'Djaména fait l'objet d'un attentat à la bombe entraînant la mort de 170 personnes. Il semblerait que celui qui a posé la bombe, un certain Alphonse Loukoula, serait encore en vie ! Curieux pour quelqu'un qui était recensé sur la liste des passagers et donc des victimes! Malko est dépêché au Congo pour essayer de le retrouver et de pouvoir ainsi identifier formellement les commanditaires (largement déjà soupçonnés).

### La Solution rouge
- Publication : Éditions Gérard de Villiers, 1991.
- Situation dans la série : no 102.
- Résumé : Des négociations de paix ont lieu au Cambodge, entre d'une part les représentants du pouvoir légitime, soutenu par la communauté internationale, et d'autre part les Khmers rouges répartis en deux tendances : celle qui accepterait un processus de paix (khmers « polpotistes » de Khieu Samphân et de Son Sen), et celle qui refuse la paix (dirigée par le sinistre Ta Mok) et qui souhaite au contraire une « Solution rouge ». Malko Linge, envoyé au Cambodge pour suivre ces négociations, est pris entre les deux factions khmères.

### La Vengeance de Saddam Hussein
- Publication : Éditions Gérard de Villiers, 1991
- Situation dans la série : no 103
- Article connexe : Saddam Hussein
- Date et lieux principaux de l'action : Autriche, Grèce, Tchécoslovaquie, 1991
- Personnages principaux :'
- Résumé :
- Erreur : : "Malko le pouls à 150, démarra à son tour. Assez près pour distinguer la plaque de la Capri : H-653802. Une immatriculation de Hambourg." Hambourg a l'immatriculation des villes hanséatiques, avec un H précédant l'initiale de la ville : HH. « H » désigne Hanovre[2].

### Manip à Zagreb
- Publication : Éditions Gérard de Villiers, 1992
- Situation dans la série : no 104
- Date et lieux principaux de l'action : Zagreb
- Personnages principaux :
- Résumé :

### KGB contre KGB
- Publications : Éditions Gérard de Villiers, 1992.
- Situation dans la série : no 105.
- Résumé : Malko Linge est chargé de rencontrer des agents du KGB qui veulent quitter l'Union soviétique en voie de dislocation et passer à l'ouest.

### Le Disparu des Canaries
- Publication : Éditions Gérard de Villiers, 1992.
- Situation dans la série : no 106.
- Résumé : Malko Linge est chargé d'enquêter sur la mort hautement suspecte d'un richissime magnat de la presse et de retrouver le plus vite possible des documents secrets. Il va entrer en concurrence avec une équipe du Mossad qui recherche la même chose que lui, ainsi qu'une équipe des services secrets iraniens.

### Alerte Plutonium
- Publication : Éditions Gérard de Villiers, 1992
- Situation dans la série : no 107
- Article connexe : Plutonium
- Date et lieux principaux de l'action : Hongrie, Brésil (Rio de Janeiro)
- Personnages principaux :
- Résumé :

### Coup d'État à Tripoli
- Publications : Éditions Gérard de Villiers, 1992 (nouvelle publication en 2015 avec une page de couverture différente).
- Situation dans la série : no 108
- Résumé : Malko Linge est chargé de découvrir pourquoi l'un des hommes clef d'un coup d'État en préparation contre le colonel Kadhafi a été assassiné dans un grand hôtel tunisien, alors que l'opération est imminente.

### Mission Sarajevo
- Publication : Éditions Gérard de Villiers, 1993
- Situation dans la série : no 109
- Date et lieux principaux de l'action : Croatie, Bosnie (Sarajevo)
- Personnages principaux :
- Remarque : la prochaine fois que Malko retournera en Yougoslavie, en l'occurrence l'ex-Yougoslavie, ce sera treize ans plus tard, dans Tu tueras ton prochain.
- Résumé :
- Autour du roman : Le numéro 3758 de la Revue des Deux Mondes, paru en juillet-août 2014, a pour principal sujet d'étude et de réflexions la série SAS ; il porte le titre : « G. de Villiers : enquête sur un phénomène français ». Un article de Renaud Girard, Gérard de Villiers, mon compagnon d'aventures, indique en page 52 de la revue : « Gérard, qui avait été transporté par notre reportage, me contacta dès mon retour à Paris : « Ma prochaine histoire se passera à Sarajevo ! ». Et il m'emprunta toutes mes cartes d'état-major de la ville et de la région. Son ouvrage, Mission Sarajevo, le numéro 109 de la collection des SAS, demeure un livre de référence sur l'ambiance de la capitale bosniaque au début de son siège. »
- Malko Linge et la Yougoslavie :
  - Malko était déjà venu en Yougoslavie en 1986 : Danse macabre à Belgrade - SAS no 82,
  - Malko y retournera :
    - en 1996 : Tu tueras ton prochain - SAS no 124,
    - en 1999 : Bombes sur Belgrade - SAS no 136,
    - en 2003 : Pacte avec le diable - SAS no 152.

### Tuez Rigoberta Menchu
- Publication : Éditions Gérard de Villiers, 1993
- Situation dans la série : no 110
- Article connexe : Rigoberta Menchú
- Date et lieux principaux de l'action : Guatemala
- Personnages principaux :
- Résumé : Au Guatemala, les ladinos, descendants des conquistadors espagnols, règnent en maîtres, traitant les indiens de sous-classe humaine. Rigoberta Menchú, leur porte-parole, doit rentrer au pays avec la bénédiction des États-Unis et du président mexicain. Les ladinos avec certains éléments de l'armée régulière fomentent un complot afin de lui régler son compte, pour éviter l'émancipation des indiens. Malko est chargé par CIA de déjouer leurs plans.

### Au nom d'Allah
- Publication : Éditions Gérard de Villiers, 1993.
- Situation dans la série : no 111.
- Résumé : Malko Linge est chargé d'éviter que l'écrivain Salman Rushdie soit fait prisonnier par l'IRA et remis aux Libyens.

### Vengeance à Beyrouth
- Publication : Éditions Gérard de Villiers, 1993
- Situation dans la série : no 112
- Date et lieux principaux de l'action : Liban (Beyrouth)
- Personnages principaux :
- Résumé :

### Les Trompettes de Jéricho
- Publication : Éditions Gérard de Villiers, janvier 1994.
- Situation dans la série : no 113.
- Résumé : Malko Linge est chargé de rencontrer un informateur palestinien qui a indiqué pouvoir révéler une information d'une extrême importance concernant la sécurité des États-Unis.

### L'Or de Moscou
- Publications : Éditions Gérard de Villiers, 1994 (nouvelle publication en 2015 avec une page de couverture différente).
- Situation dans la série : no 114
- Date et lieux principaux de l'action : Russie (Moscou), Iles Caïmans, États-Unis (Washington DC, Las Vegas)
- Personnages principaux :
- Résumé :

### Les Croisés de l'Apartheid
- Publication : Éditions Gérard de Villiers, 1994
- Situation dans la série : no 115
- Article connexe : Apartheid
- Date et lieux principaux de l'action : Afrique du Sud
- Personnages principaux :
- Résumé :
- Remarque : Malko évoque « le joueur de flute de Hambourg du conte d'Andersen ». En fait, il s'agit d'une légende transcrite par les frères Grimm qui se passe à Hamelin.

### La Traque Carlos
- Publication : Éditions Gérard de Villiers, septembre 1994.
- Situation dans la série : no 116.
- Date et lieux principaux de l'action :
- Personnages principaux :
- Résumé :

### Tuerie à Marrakech
- Publication : Éditions Gérard de Villiers, 1995
- Situation dans la série : no 117
- Date et lieux principaux de l'action : Maroc (Marrakech)
- Personnages principaux :
- Résumé : John Melrose, agent de CIA en poste à Rabat, disparaît dans un accident d'avion. Dans le monde des services secrets, ce genre d'événement n'est jamais une coïncidence. Malko est chargé de découvrir les auteurs et le commanditaire de cet attentat. John Melrose enquêtait sur les mouvances islamistes de la région, en particulier le FIS et le GIA algériens. Dans cette enquête, il aura l'appui des services marocains qui ne veulent pas d’extrémistes sur leur sol.

### L'Otage du triangle d'or
- Publication : Éditions Gérard de Villiers, 1995
- Situation dans la série : no 118
- Date et lieux principaux de l'action : Triangle d'or : Birmanie et Thaïlande.
- Personnages principaux : Khun Sa.
- Résumé :

### Le Cartel de Sébastopol
- Publication : Éditions Gérard de Villiers, 1995
- Situation dans la série : no 119
- Date et lieux principaux de l'action : Vienne, Istanbul, Sébastopol.
- Personnages principaux : Malko Linge, Vladimir Sevchenko.
- Résumé : Malko est chargé d'enquêter sur une livraison d'armes ukrainiennes aux Bosniaques, en pleine guerre de Bosnie.
- Remarque : Malko retournera en Ukraine peu de temps après, dans le roman Opération Lucifer, paru en 1996. Il y retrouvera Vladimir Sevchenko, qui l'aidera à arrêter un dangereux terroriste. Vladimir Sevchenko interviendra à divers degrés dans d'autres romans : Opération Lucifer (SAS no 122), La Peste noire de Bagdad (SAS no 131), La Manip du Karin A (SAS no 147).

### Ramenez-moi la tête d'El Coyote
- Publication : Éditions Gérard de Villiers, 1995
- Situation dans la série : no 120
- Date et lieux principaux de l'action : Mexique
- Personnages principaux :
- Résumé : L'attentat d'Oklahoma City aurait un lien avec les « Narcos » de Tijuana (à la frontière mexicaine) car le bâtiment abritait un des services de la DEA qui enquêtait justement sur le cartel de Tijuana. Malko est envoyé au Mexique pour apporter des preuves tangibles de cette hypothèse. La toute puissance du cartel de la drogue qui a acheté à peu près tout le monde à Tijuana fait qu'à cette époque cette ville est déclarée la plus dangereuse au monde.

### La Résolution 687
- Publication : Éditions Gérard de Villiers, 1996
- Situation dans la série : no 121
- Date et lieux principaux de l'action : deuxième semestre 1995 ; essentiellement Jordanie et, au début, Irak.
- Personnages principaux :
- Résumé :

### Opération Lucifer
- Publication : Éditions Gérard de Villiers, mars 1996.
- Situation dans la série : no 122
- Date et lieux principaux de l'action :
- Personnages principaux :
- Résumé :

### Vengeance tchétchène
- Publications : Éditions Gérard de Villiers, 1996 (nouvelle publication en 2015 avec une page de couverture différente).
- Situation dans la série : no 123
- Article connexe : Tchétchénie
- Date et lieux principaux de l'action : en 1996, avant l'élection présidentielle russe de 1996, Moscou
- Personnages principaux :
- Résumé :

### Tu tueras ton prochain
- Publication : Éditions Gérard de Villiers, 1996
- Situation dans la série : no 124
- Date et lieux principaux de l'action :
- Personnages principaux :
- Résumé :

### Vengez le vol 800
- Publication : Éditions Gérard de Villiers, 1997
- Situation dans la série : no 125
- Résumé : Le vol TWA 800 a explosé en vol quelques minutes après son décollage et les enquêteurs relèvent qu'un certain Abdul Basin Karin était présent sur ce même appareil lors du vol précédent. Ce ne peut pas être une coïncidence quand on sait que celui-ci est un dangereux fondamentaliste qui a été le secrétaire d'un certain Oussama ben Laden qui lui-même professe sa haine contre l'Occident. Malko est chargé de vérifier si ce dernier est bien le commanditaire de cet acte terroriste, et si oui, de venger ce vol martyr.

### Une lettre pour la Maison-Blanche
- Publication : Éditions Gérard de Villiers, 1997.
- Situation dans la série : no 126.
- Résumé : Malko Linge est chargé de se rendre en Russie et de récupérer Polyakov, un général russe responsable des archives du SVR.

### Hong Kong Express
- Publication : Éditions Gérard de Villiers, juin 1997  (ISBN 2-7386-5845-8).
- Situation dans la série : no 127.

### Zaïre adieu
- Publication : Éditions Gérard de Villiers, 1997.
- Situation dans la série : no 128.
- Résumé : Hughes Thomas, un agent de la CIA, est retrouvé assassiné à Kinshasa. Dans le Zaïre d’après Mobutu où tout n'est que chaos, la déstabilisation d'un  nouveau régime est un « sport » très local. Laurent-Désiré Kabila, arrivé récemment au pouvoir à l'aide de Tutsis, pourrait en faire les frais. Malko et Irving Scott, le chef d'agence local de la CIA, doivent savoir si Hughes Thomas était mêlé de près ou de loin à des manœuvres anti-Kabila fomentées par les ex-Mobutistes revanchards. Il y va de la neutralité « affichée » des États-Unis.

### La Manipulation Yggdrasil
- Publication : Éditions Gérard de Villiers, 1998
- Situation dans la série : no 129
- Date et lieux principaux de l'action :
- Personnages principaux :
- Résumé :

### Mortelle Jamaïque
- Publication : Éditions Gérard de Villiers, 1998
- Situation dans la série : no 130
- Date et lieux principaux de l'action : Jamaïque
- Personnages principaux :
- Résumé :

### La Peste noire de Bagdad
- Publication : Éditions Gérard de Villiers, 1998
- Situation dans la série : no 131
- Date et lieux principaux de l'action : Londres, Bagdad.
- Personnages principaux : Malko, Vladimir Sevchenko.
- Résumé : Malko est appelé à Londres pour une affaire de terrorisme. En effet l'ambassade américaine à Londres a été victime d'une épidémie par le bacille de l'anthrax. Sept personnes sont mortes, 17 tentent de survivre à l'hôpital. Malko doit remonter la filière de la ville d'origine du bacille jusqu'à l'ambassade avant qu'il ne frappe à nouveau.
- Remarque : Vladimir Sevchenko est intervenu ou interviendra à divers degrés dans d'autres romans : Le Cartel de Sébastopol (SAS no 119), Opération Lucifer (SAS no 122), La Manip du Karin A (SAS no 147).

### L'Espion du Vatican
- Publication : Éditions Gérard de Villiers, 1998
- Situation dans la série : no 132
- Date et lieux principaux de l'action : Vatican
- Personnages principaux :
- Résumé :

### Albanie, mission impossible
- Publication : Éditions Gérard de Villiers, 2000.
- Situation dans la série : no 133
- Date et lieux principaux de l'action : Courant 2000, Albanie.
- Résumé : Un informateur de la CIA est exécuté par des Albanais car il s'apprête à indiquer à la CIA l'endroit où réside actuellement Hassan Mohammad Al Jafar, un terroriste soudanais faisant partie du réseau d'Oussama ben Laden et suspecté de préparer un attentat meurtrier en Albanie contre les intérêts américains. Malko est chargé par Franck Capistrano de capturer Al Jafar. Arrivé en Albanie, il découvre un pays où tous les gens sont armés et où la vie humaine a peu de prix : on y est plus proche du Moyen Âge que du monde moderne. Par ailleurs le président Sali Berisha a quitté le pouvoir trois ans auparavant. Le gouvernement en place est politiquement affaibli et ni la police régulière, ni les services secrets, ne peuvent aider efficacement Malko Linge dans son enquête, dans un pays livré à une semi-anarchie et à des « seigneurs mafieux ».

### La Source Yahalom
- Publication : Éditions Gérard de Villiers, 1999
- Situation dans la série : no 134
- Date et lieux principaux de l'action :
- Personnages principaux :
- Résumé :

### SAS contre PKK
- Publication : Éditions Malko productions, 1999
- Situation dans la série : no 135
- Article connexe : PKK
- Date et lieux principaux de l'action :
- Personnages principaux :
- Résumé :
- Autour du roman : Malko était déjà allé en Grèce dans Meurtre à Athènes (SAS no 44 - 1976) et y retournera dans Le Parrain du 17 novembre (SAS no 149 - 2003).

### Bombes sur Belgrade
- Publication : Éditions Malko productions, 1999.
- Situation dans la série : no 136.
- Date et lieux principaux de l'action : Belgrade.
- Personnages principaux :
- Résumé :
- Autour du roman : Le numéro 3758 de la Revue des Deux Mondes, paru en juillet-août 2014, a pour principal sujet d'étude et de réflexions la série SAS ; il porte le titre : « G. de Villiers : enquête sur un phénomène français ». Un article du journaliste et éditeur Alain Fuzellier, intitulé L'inoxydable Malko Linge, signale en page 68 de la revue que, s'agissant de Malko Linge, « il lui arrive parfois d'échouer dans ses missions : ce qui prouve que son auteur ne le veut pas parfait. Le pire - et le plus sanglant - échec de sa carrière étant sans aucun doute sa mission à Belgrade (dans Bombes à Belgrade). Il en vient à craindre pour la suite de sa carrière : Dans le renseignement on ne faisait guère de sentiment et ses dizaines de missions réussies ne pèseraient peut-être pas lourd en face d'un seul échec. »
- Malko Linge et la Yougoslavie :
  - Malko était déjà venu en Yougoslavie :
    - en 1986 : Danse macabre à Belgrade - SAS no 82,
    - en 1993 : Mission Sarajevo - SAS no 109,
    - en 1996 : Tu tueras ton prochain - SAS no 124.

  - Malko y retournera en 2003 dans Pacte avec le diable - SAS no 152.

### La Piste du Kremlin
- Publications : Éditions Malko productions, 2000 (nouvelle publication en 2015 avec une page de couverture différente).
- Situation dans la série : no 137.
- Résumé : Malko est envoyé en Russie pour enquêter sur la mort d'Igor Zakayev, un homme d'affaires russe.

### L'Amour fou du colonel Chang
- Publication : Éditions Malko productions, 2000.
- Situation dans la série : no 138.
- Résumé : Malko Linge est chargé d'exfiltrer un défecteur taïwanais, le colonel Chang. Mais une chose n'avait pas été prévue par la CIA : l'amour fou que porte le colonel pour une jeune femme qui ne peut pas quitter la Chine taïwanaise immédiatement.

### Djihad
- Publication : Éditions Malko productions, 2000.
- Situation dans la série : no 139.
- Résumé : Malko Linge est chargé de continuer l'enquête d'un agent de la CIA, tué au pic à glace. Ce meurtre concernerait un trafic d'armes nucléaires en lien avec les milieux islamistes radicaux.

### Enquête sur un génocide
- Publication : Éditions Malko productions, 2000.
- Situation dans la série : no 140.
- Résumé : Malko Linge est chargé de se rendre au Rwanda pour faire une enquête officieuse sur l'éventuelle implication des États-Unis lors du déclenchement du terrible génocide ayant commencé le 6 avril 1994 : 800 000 Tutsis avaient été massacrés en trois mois par des extrémistes Hutus. Qui faisait quoi à cette époque ? Qui des Hutus et des Tutsis a commandité la destruction de l'avion du président Habyarimana ?

### L'Otage de Jolo
- Publication : Éditions Gérard de Villiers, 2001.
- Situation dans la série : no 141.
- Date et lieux principaux de l'action : Jolo (île des Philippines).
- Personnages principaux : Malko, Effrey Cox, Ling Sima.
- Résumé : Effrey Cox a été enlevé à Jolo. Malko est envoyé dans cette île pour tenter de retrouver sa trace, et si possible le libérer.
- Remarque : on retrouvera l'espionne chinoise Ling Sima dans le roman Li Sha-Tin doit mourir (SAS no 144).
- Articles connexes : Bataille de Jolo (1945), Abou Sayyaf.

### Tuez le Pape
- Publications : Éditions Gérard de Villiers, avril 2001 (nouvelle publication en 2015 avec une page de couverture différente).
- Situation dans la série : no 142
- Date et lieux principaux de l'action :
- Personnages principaux :
- Résumé :

### Armageddon
- Publication : Éditions Gérard de Villiers, 2e trimestre 2001.
- Situation dans la série : no 143
- Articles connexes : Armageddon - Gog et Magog.
- Date et lieux principaux de l'action : Israël et les Territoires occupés, premier semestre 2001.
- Personnages principaux : 
  - Les Américains : Malko Linge, Jeff O’Reilly, Maureen Ascot.
  - Les israéliens : Ezra Patir, Schlomo Zamir, Odir Ashdot.
  - Les Palestiniens : Marwan Rajoub, général Atep El Husseini, Jamal Nassiv, Leila El Mugrabi, Fayçal Balaoui, Farid Daoud, Mehdi Al Bayuk, Amina.
  - Autres personnages : Kyley Carn, Ahmed Nuseirat.
- Résumé : 
  - Depuis la reprise de l'Intifada en septembre 2000, la direction du Shin Beth est stressée par la virulence quotidienne des attaques palestiniennes. Une réunion a lieu au siège des services. Le directeur, Ezra Patir, a un problème avec « Gog et Magog » et s'en ouvre au Premier ministre Ariel Sharon. Peu de temps après, le major Marwan Rajoub, militaire de l'Autorité palestinienne et faisant partie d'un groupe de liaison avec la CIA afin de lutter contre le Hezbollah et le Hamas, est assassiné alors qu'il est en Israël et qu'il vient de coucher avec une prostituée russe (chapitre 1).
  - Malko est envoyé en Israël à la demande du chef de l'antenne à Tel Aviv, Jeff O’Reilly. Ce dernier a fait divers constats ces derniers jours et il pense qu'Israël est en train de monter une opération importante qui pourrait prochainement placer les États-Unis dans une mauvaise posture. Selon O’Reilly, il est probable que le major Marwan Rajoub a été tué par les Israéliens parce qu'il pouvait avoir connaissance du plan secret israélien. Par ailleurs, le petit ami d'une employée de l'ambassade, Maureen Ascot, a « disparu » quelques heures après avoir demandé à sa petite amie d'organiser un rendez-vous avec O’Reilly. Ce dernier explique à Malko qu'il est persuadé que l'homme, Odir Ashdot, était un agent secret israélien qui voulait lui faire d'importantes révélations. Il en a été empêché sans doute par l'intervention in extremis du Shin Beth. La première démarche de Malko est de rencontrer Maureen et de discuter avec elle. Une relation sexuelle entre eux s'ensuit. Malko se sent oppressé : la circulation dans les villes israéliennes est insupportable, avec de gigantesques embouteillages (chapitres 2 et 3).
  - En allant avec Maureen au domicile d'Odir Ashdot, ils y rencontrent sa mère qui leur apprend que son fils est en prison pour « trahison ». Malko décide d'éloigner immédiatement Maureen d'Israël et se rend chez Ahmed Nuseirat, un banquier qui habite à Ramallah. Ahmed Nuseirat expose son point de vue à Malko : Ariel Sharon veut faire liquider Yasser Arafat afin de négocier plus facilement avec son bras droit et potentiel successeur, Abu Qaser. Alors qu'il retourne à Jérusalem, Malko est la cible d'un sniper israélien et ne doit la vie sauve qu'à un concours de circonstance (chapitre 4).
  - Malko comprend que le Shin Beth veut l'éliminer pour que l'enquête cesse. Il quitte Jérusalem et va louer une chambre d'hôtel à Tel Haviv. Sur la suggestion dO’Reilly, il quitte Israël et se rend à Gaza. Grâce à un « contact » de la CIA, Fayçal Balaoui, il y rencontre Jamal Nassiv, le supérieur du major Marwan Rajoub. L'entretien est court : Jamal Nassiv dit n'avoir aucune idée sur les raisons de l'assassinat du major, il s'agit d'un « fait divers ». Malko décide de continuer son enquête à Gaza. Il s'aperçoit qu'il est suivi et surveillé par des inconnus (chapitres 5 à 7).
  - Malko découvre la bande de Gaza et les conditions de vie épouvantables des Palestiniens. Il n'y a pas d'hôtels, peu de restaurants, aucune boîte de nuit, et 60 % des habitants sont au chômage. Il fait l'objet d'une deuxième tentative d'assassinat, cette fois-ci à Gaza : trois missiles sont tirés depuis un navire israélien sur son véhicule. Là encore, il s'en tire de justesse. Malko rencontre le général Atep El Husseini, chef des services secrets palestiniens et fidèle d'Arafat. Il évoque les constats qu'il a faits et ses suspicions. Peu après les Israéliens manipulent Jamal Nassiv et le font chanter afin qu'il diligente un attentat contre Malko. Un troisième attentat a donc lieu : Malko est enlevé par une palestinienne chrétienne, Amina, et il ne doit le vie sauve que grâce à l'arrivée des hommes du général El Husseini qui le délivrent. Le général ignore si c'est Jamal Nassiv qui organisé l'attentat ou sa compagne, Leila El Mugrabi, une agent du Hamas infiltrée auprès de Nassiv. Il rencontre secrètement Leila El Mugrabi, lui explique qu'il sait tout et lui ordonne qu'elle lui remette une copie du dossier établi par Marwan Rajoub, puisque le mystère de l'affaire tourne autour de cela. La jeune femme emprunte le dossier à Jamal Nassiv mais repositionne mal le coffre-fort. Jamal Nassiv découvre donc la trahison de sa maîtresse et la fait torturer par son bourreau, Farid Daoud. Après ses aveux, elle est exécutée. Malko entame une relation avec une belle journaliste australienne, Kyley Carn : tous les soirs, ils couchent ensemble. Le général El Husseini et Malko comprennent qu'il faut éplucher l'enquête de Marwan Rajoub. Celui-ci avait identifié un groupe du Hamas. Mais El Husseini et Malko n'ont pas le temps d'agir : Nassiv fait précipitamment arrêter les membres du groupes (comme ordonné par le Shin Beth). L'homme le plus « intéressant » des prisonniers est Mehdi Al Bayuk, qui travaille au sein du garage de Yasser Arafat. Jamal Nassiv procède à son interrogatoire mais Al Bayuk meurt « par accident », le crâne écrasé par un étau (Nassiv a exécuté l'ordre du Shin Beth de liquider l'ouvrier). En fin de compte, dans les derniers chapitres du roman, Malko découvre par quels moyens et grâce à qui les services secrets israéliens comptaient assassiner Yasser Arafat. Le complot est éventé et l'opération intitulée « Gog et Magog » par les Israéliens ne peut pas avoir lieu. Dans la dernière page du roman, on apprend que, quelques semaines après les faits relatés, Jamal Nassiv vient de mourir, sa voiture ayant été la cible d'une roquette. Les Palestiniens accusent les Israéliens du meurtre, mais Malko sait qu'il s'agissait, pour les Palestiniens, de se débarrasser d'une « taupe » israélienne (chapitres 8 à 20).
- Remarques :
  - Malko avait déjà eu affaire avec les services secrets israéliens dans Naufrage aux Seychelles (SAS no 49 - 1978), dans Le Gardien d'Israël (SAS no 51 - 1978) et dans La Source Yahalom (SAS no 134 - 1999).
  - Malko sera encore aux prises avec les services secrets israéliens, quelques mois après, dans La Manip du Karin A (SAS no 147 - 2002), puis des années plus tard dans Renegade (SAS nos 183-184 - 2010).

### Li Sha-Tin doit mourir
- Publication : Éditions Gérard de Villiers, 2001.
- Situation dans la série : no 144.
- Date et lieux principaux de l'action : 2000, Vancouver et Las Vegas.
- Personnages principaux : Malko, Li Sha-tin, Cindy Ling, « Black Ghost » Ming, Ricky, Simon Levine, John Mancham, Jesus Domingo, Manuel Garcia, Juan Olvido, Isis Scott, Brian Murray, Victor Chang, Manuel, Ling Sima.
- Résumé : Li Sha-tin est un mafieux chinois. Après avoir gagné des millions avec ses trafics de contrebande et ses actes de corruption, il a dû précipitamment quitter la Chine. Il s'est réfugié à Vancouver, au Canada. Il sait qu'il est traqué par d'autres trafiquants et mais surtout par les services secrets chinois. Le roman débute d'ailleurs par une tentative d'assassinat à son encontre. Une prostituée tente de lui crever les yeux et les oreilles avec une épingle à cheveux. Malko est envoyé par la CIA à Vancouver pour faire en sorte que Li soit transféré aux États-Unis car il dispose de secrets compromettants à l'égard de hauts dignitaires chinois. Ils pourront ultérieurement faire l'objet de chantages par la CIA. Simon Levine, le chef de l'antenne de la CIA, expose à Malko les données du problème. Ils seront six : Malko et Simon seront assistés par John Mancham, Jesus Domingo, Manuel Garcia et Juan Olvido. Malko apprend que les Canadiens ont accepté de remettre Li aux Chinois : il faut donc éviter cela. Il n'y a qu'un seul moyen pour contacter Li : son avocat, Victor Chang. Mais les Américains ont l'aide secrète de Brian Murray, un ancien policier de la Police montée (« RCMP »). Murray les informe que l'enlèvement de Li par le Guoanbu est imminent. Le soir même, alors que Li et ses gardes du corps se rendent dans un casino, Li est arrêté par la police pour des motifs qui ne tiennent pas. Néanmoins il se retrouve en garde à vue. Lorsqu'il comparaît à l'audience du tribunal, la police ne soutient aucune charge. Ceci signifie que Li va être mis en liberté. Mais les deux gardes du corps restent en détention. Malko a compris la manœuvre : il s'agit d'éloigner Li de ses gardes du corps. Il sera alors vulnérable. L'avocat de Li, Victor Chang, est ensuite enlevé et assassiné, son corps est enterré. Avec son équipe, Malko surveille l'entrée de la prison dans l'attente de la sortie de Li. Lorsque celui-ci sort, après une fusillade avec les Américains au cours de laquelle John Mancham est grièvement blessé, il est enlevé par les services chinois. Après la course poursuite, Li parvient à s'enfuir, échappant à la fois aux Chinois et aux Américains. Il est évident pour Malko que les Canadiens ont été complice de l'enlèvement. Brian Murray les informe d'ailleurs que les services secrets canadiens (CSIS) ont effectivement perdu la trace de Li. Une information donnée par Brian Murray laisse à penser que Li est parti de Vancouver par hydravion. Mais l'info est un « tuyau percé » erroné. Malko fait torturer l'homme qui lui a remis l'information et obtient une autre information : Li serait hébergé par Betty Yan Tun. La filature de la femme permet effectivement de remonter au repaire de Li. Il est situé dans un quartier résidentiel de Vancouver. Malko sera amené à rencontrer Ling Sima, l'espionne chinoise déjà rencontrée à Hong Kong dans L'Otage de Jolo (SAS no 141), elle l'avait aidé à retrouver Effrey Cox. Finalement, Li quitte Vancouver avec ses deux gardes du corps et se rend avec Malko et Simon Levine à Las Vegas. Là, les ennuis continuent : Li perd en quelques jours plusieurs millions de dollars et refuse pour l'instant de se faire débriefer à Washington...
- Remarques : 
  - L'auteur écrit « Goangbu » au lieu de « Guoanbu ».
  - « Mandy la salope »[3] est mentionnée à la page 250, chapitre 16 : elle est désormais « rangée avec son lord anglais ».
- Articles connexes : Ministère de la Sécurité publique de la république populaire de Chine, Ministère de la Sécurité de l'État (Chine).

### Le Roi fou du Népal
- Publication : Éditions Gérard de Villiers, 2002
- Situation dans la série : no 145
- Date et lieux principaux de l'action :
- Personnages principaux :
- Résumé :

### Le Sabre de Bin Laden
- Publication : Éditions Gérard de Villiers, 2002
- Situation dans la série : no 146
- Article connexe : Oussama ben Laden
- Date et lieux principaux de l'action :
- Personnages principaux :
- Résumé : Après avoir été traumatisés par les attentats du 11 septembre, les États-Unis lancent la plus grande enquête de leur histoire : retrouver coûte que coûte tous les commanditaires de cette ignominie. C'est alors qu'un témoignage « anodin » met les services de renseignements sur la piste de l'un des leurs. C'est explosif, et pour éviter le chaos d'une enquête interne, Malko devra essayer de confondre et d'éliminer ce traitre à la nation.
- Autour du roman : Le numéro 3758 de la Revue des Deux Mondes, paru en juillet-août 2014, a pour principal sujet d'étude et de réflexions la série SAS ; il porte le titre : « G. de Villiers : enquête sur un phénomène français ». Un article de Renaud Girard, Gérard de Villiers, mon compagnon d'aventures, indique en page 54 de la revue : « Mais ce n'était ni son talent de reporter ni son flair de géopoliticien que j'admirais le plus chez lui. C'était son génie de la dramaturgie. Gérard savait mieux que quiconque construire une histoire. Je me souviens l'avoir interrompu en plein shopping le 11 septembre 2001 : Fonce regarder la télévision, il s'est passé quelque chose qui dépasse tout ce tu as jamais osé imaginer ! Une semaine plus tard, il s'envolait pour new York. Quelle histoire allait-il trouver ? Appliquant le vieux proverbe qu'on ne trahit dans le monde du renseignement que pour quatre raisons (MICE, soit money, ideology, compromission, ego), Gérard choisit la dernière et mit en scène un ancien agent frustré de la CIA, qui avait accepté d'aider Ben Laden à préparer ses attentats, simplement parce que le milliardaire saoudien lui avait offert le thé avec respect et avait donc flatté son ego. Comme il n'était pas question de confier l'enquête au FBI, on envoya le prince Malko enquêter… Mille péripéties s'ensuivirent. Lorsque, attablé au sushi-bar, Gérard m'exposa cette intrigue, je fus profondément bluffé. Avec gourmandise, nous trouvâmes ensuite ensemble le titre : Le Sabre de Bin Laden. Pour moi, cela reste un joyau des romans d'espionnage. »

### La Manip du Karin A
- Publication : Éditions Gérard de Villiers, 2002
- Situation dans la série : no 147
- Ce roman est inspiré d'un fait réel : voir l'Affaire du Karine A.
- Date et lieux principaux de l'action : Liban, en janvier-février 2002.
- Personnages principaux : Malko Linge, Robert Baker (chef de l'antenne de la CIA au Liban), Abu Ali, Nader Mahfouz (dit « Python »), Elias Karam, Perla Karam, Dahlia Chalabe, Eliane Razzouk, colonel El-Ghazali, Vladimir Sevchenko (rôle secondaire), Adel Mugrabi (rôle secondaire).
- Résumé : En janvier 2002, la marine israélienne arraisonne un navire palestinien, le Karin A, qui contient un très important chargement d'armes de toute nature. Les Israéliens interrompent les Accords d'Oslo en accusant les Palestiniens de double-jeu. La CIA se pose des questions sur cet arraisonnement, trop simple et plutôt suspect. Malko est envoyé au Liban pour découvrir s'il ne s'agirait pas d'une manipulation du Mossad qui, ou bien aurait organisé lui-même le chargement du navire, ou bien manipulé les Palestiniens. Entre les Libanais sunnites, chiites, chrétiens, ou encore les Palestiniens, les Syriens et les Israéliens, Malko va risquer sa vie pour découvrir la vérité, et surtout apporter à la CIA les preuves matérielles ou les témoins susceptibles de confirmer la manipulation israélienne. Pour cela, il doit interroger voire manipuler trois personnes clef : Abu Ali, Nader Mahfouz (dit « Python »), Dahlia Chalabe. Un quatrième personnage, Elias Karam, a été tué dès le début du roman par l'explosion d'une voiture piégée, alors même que Malko découvre son rôle clef dans la manipulation. Dans son enquête, Malko va être grandement aidé par les services secrets syriens (colonel El-Ghazali) qui veulent montrer leur bonne foi et démontrer aux Américains qu'ils ne sont pour rien dans cette affaire d'importation d'armes. Ils pensent aussi que si jamais le Mossad est impliqué dans une manipulation, il peut être politiquement opportun d'aider les États-Unis à faire la lumière sur le sujet.
- Remarques : 
  - Les fois précédentes où Malko s'était rendu au Liban, c'était dans Mort à Beyrouth (SAS no 26 - 1972) et dans Les Fous de Baalbek (SAS no 74 - 1984).
  - Malko avait été aux prises avec le Mossad quelques mois auparavant, dans le roman Armageddon (SAS no 143).
  - Vladimir Sevchenko est intervenu à divers degrés dans d'autres romans : Le Cartel de Sébastopol (SAS no 119), Opération Lucifer (SAS no 122), La Peste noire de Bagdad (SAS no 131).

### Bin Laden, la traque
- Publication : Éditions Gérard de Villiers, 2002
- Situation dans la série : no 148
- Article connexe : Oussama ben Laden
- Lien externe :
- Date et lieux principaux de l'action :
- Personnages principaux :
- Résumé : Malko est chargé de retrouver la trace d'Oussama ben Laden après les attentats du 11 septembre 2001 ; pour cela, il utilise la couverture d'une ONG (US Aid).
- Remarque : Malko s'était déjà rendu, et se rendra encore par la suite, dans la zone Afghanistan/Pakistan :
  - L'Homme de Kabul (1972)
  - Embuscade à la Khyber Pass (1983)
  - Vengez le vol 800 (1997)
  - Aurore noire (2005)
  - Sauve-qui-peut à Kaboul (tome 1) / Sauve-qui-peut à Kaboul (tome 2) (2013)

### Le Parrain du 17 novembre
- Publication : Éditions Gérard de Villiers, 2003
- Situation dans la série : no 149
- Article connexe : Parrain (mafia), Organisation révolutionnaire du 17-Novembre
- Date et lieux principaux de l'action : Grèce, 2003.
- Personnages principaux : Malko, John Hill (chef de l'agence de la CIA  en Grèce), Martha Adonis (interprète), Panos Gavras, Dolorès Ribeiro (compagne de Gavras), Dimitri Kochilas, Alexandros Stavropoulos, Christos Morfi (détective privé), pope Gavras, Bruno Becker, Maria Istrati, maître Aristote Épizelos (avocat), Viviendos Lasithiotakis, Christina Ipanemou, Sadarnapoulos (pseudonyme, adjoint de Lambors), Lambros (pseudonyme).
- Résumé : Panos Gavras, un membre de Organisation révolutionnaire du 17-Novembre, est à l'hôpital : il a été grièvement blessé lors de la préparation d'un attentat. Étroitement surveillé par la police, la justice lui propose un marché : s'il révèle les noms des commanditaires, il ne sera pas poursuivi. Il est toutefois assassiné à l'hôpital par un commando de trois membres déguisés en procureur et policiers. Malko est envoyé en Grèce pour tenter de découvrir qui est le chef, resté inconnu depuis 27 ans, de cette organisation terroriste ayant abattu plusieurs Américains. Le pays est en pleine transformation économique en raison du prochains Jeux olympiques d'été de 2004. Le but de Malko est donc de trouver qui est le mystérieux "Lambros" qui a créé ce groupe terroriste dans les années 1970 et qui en est resté le "parrain moral" (et peut-être le "cerveau"). Malko doit par conséquent se plonger dans le milieu trotskyste grec.
- Remarque : Malko sait parler le français.
- Autour du roman : Malko était déjà allé en Grèce dans Meurtre à Athènes (SAS no 44 - 1976) et dans SAS contre PKK (SAS no 135 - 1999).

### Bagdad-Express
- Publications : Éditions Gérard de Villiers, 2003 (nouvelle publication en 2015 avec une page de couverture différente).
- Situation dans la série : no 150
- Article connexe : Bagdad
- Date et lieux principaux de l'action : Irak, Jordanie
- Personnages principaux :
- Résumé : À quelques semaines de l'intervention en Irak, Malko Linge est chargé de négociations par Franck Capistrano : éviter une guerre en négociant avec un haut dignitaire irakien.

### L'Or d'Al-Qaida
- Situation dans la série : no 151
- Publication : Éditions Gérard de Villiers, 2003
- Date et lieux principaux de l'action :
- Personnages principaux :
- Article connexe : Al-Qaïda
- Résumé :

### Pacte avec le diable
- Situation dans la série : no 152.
- Publication : Éditions Gérard de Villiers, octobre 2003.
- Date et lieux principaux de l'action : Serbie, été 2003.
- Résumé : Malko est envoyé en Serbie par la CIA pour capturer Milorad Lukovic, criminel de guerre impliqué dans l'assassinat quelques mois auparavant du premier ministre Zoran Djinjic, et le faire comparaître devant le Tribunal pénal international pour l'ex-Yougoslavie.
- Titre du roman : le roman fait référence à deux « pactes » : celui proposé en 2001 par Zoran Djinjic avec des extrémistes serbes, et celui proposé par Malko à Milorad Lukovic. Dans les deux cas, on propose l'impunité à des génocidaires de second ordre en échange de renseignements concernant Slobodan Milošević et Ratko Mladić.
- Remarque : Malko était déjà venu en Yougoslavie en 1996 (Tu tueras ton prochain - SAS no 124) et en 1999 (Bombes sur Belgrade - SAS no 136).

### Ramenez-les vivants
- Situation dans la série : no 153
- Publication : Éditions Gérard de Villiers, 2004
- Date et lieux principaux de l'action : 2003, Bogota.
- Résumé : Un avion transportant trois membres de la CIA et de la DEA s'écrase en Colombie. Ils sont faits prisonniers par les FARC. Malko est envoyé en Colombie afin de tout tenter pour récupérer les prisonniers, devenus otages.

### Le Réseau Istanbul
- Situation dans la série : no 154
- Publication : Éditions Gérard de Villiers, 2004
- Date et lieux principaux de l'action : Istanbul
- Personnages principaux :
- Résumé :

### Le Jour de la Tchéka
- Situation dans la série : no 155
- Publications : Éditions Gérard de Villiers, 2004 (nouvelle publication en 2015 avec une page de couverture différente représentant Félix Dzerjinski).
- Date et lieux principaux de l'action :
- Personnages principaux :
- Résumé :

### La Connexion saoudienne
- Situation dans la série : no 156.
- Publication : Éditions Gérard de Villiers, 2004.
- Date et lieux principaux de l'action :
- Personnages principaux :
- Résumé :

### Otages en Irak
- Situation dans la série : no 157
- Publications : Éditions Gérard de Villiers, 2005 (nouvelle publication en 2015 avec une page de couverture différente).
- Date et lieux principaux de l'action : Irak
- Personnages principaux :
- Résumé :

### Tuez Iouchtchenko!
- Situation dans la série : no 158.
- Publications : Éditions Gérard de Villiers, 2005 (nouvelle publication en 2015 avec une page de couverture différente).
- Date et lieux principaux de l'action : décembre 2004, Ukraine
- Résumé : Malko Linge débarque à l’aéroport de Kiev et se rend dans un bureau de l'Organisation pour la sécurité et la coopération en Europe (OSCE) où il est accueilli par Irina Murray agent de la CIA. Elle l’emmène au Premier Palace de Kiev dont le centre ville est perturbé par les manifestations (voir révolution orange) concernant les élections présidentielles ukrainiennes pour lesquelles un nouveau vote doit avoir lieu. Le candidat Viktor Iouchtchenko se remet de ce qui semble être un empoisonnement lors d’un dîner avec des responsable du Service de sécurité d'Ukraine (SBU). À l’ambassade des États-Unis, il rencontre le chef de la station locale de la CIA, Donald Redston et son adjoint John Muffin. Malko est informé de l’opération « Ukraine » voulue par George Bush faisant suite à des actions de désoviétisation du pays, dont l’objectif est le basculement vers l’ouest (la classe politique étant restée inféodée à Moscou malgré l’indépendance) et mettre fin à l’emprise russe. La CIA a également enquêté sur l'empoisonnement dont a été victime Viktor Iouchtchenko et soupçonne le serveur embauché pour la réception, qui vient justement d’être retrouvé mort (assassinat maquillé en suicide, méthode tchékiste) ainsi que la femme qui l’hébergeait. Malko est missionné pour empêcher toute nouvelle attaque contre Iouchtchenko ; il commence par remonter la filière de l’attentat…

### Mission: Cuba
- Situation dans la série : no 159
- Publications : Éditions Gérard de Villiers, 2005 (nouvelle publication en 2015 avec une page de couverture différente).
- Date et lieux principaux de l'action : Cuba
- Personnages principaux :
- Résumé : Lee Dickson, chef de la station de La Havane, a eu l'information comme quoi le leader Maximo, Fidel Castro, est au plus mal. Ce qui serait bien d'après Langley, serait d'organiser une succession plus humaine à ce régime qui oscille entre Ubu et Kafka. Malko est chargé de contacter des opposants au régime qui pourraient faire la transition. Il devra se garder de tout le monde puisque dans cette expérience communiste sous les tropiques, tout le monde espionne tout le monde.

### Aurore noire
- Situation dans la série : no 160
- Publication : Éditions Gérard de Villiers, 2005
- Date et lieux principaux de l'action :
- Personnages principaux :
- Résumé :

### Le Programme 111
- Situation dans la série : no 161
- Publications : Éditions Gérard de Villiers, 2006 (nouvelle publication en 2015 avec une page de couverture différente).
- Date et lieux principaux de l'action :
- Personnages principaux :
- Résumé :

### Que la bête meure
- Situation dans la série : no 162
- Publication : Éditions Gérard de Villiers, 2006
- Date et lieux principaux de l'action : Venezuela
- Personnages principaux :
- Résumé : La CIA souhaite assassiner Hugo Chavez.
- Autour du roman : Que la bête meure, film de Claude Chabrol (1969)
- Le numéro 3758 de la Revue des Deux Mondes, paru en juillet-août 2014, a pour principal sujet d'étude et de réflexions la série SAS ; il porte le titre : « G. de Villiers : enquête sur un phénomène français ». Un article de Robert F. Worth, Le romancier qui en savait trop, initialement publié dans The New York Times du 30 janvier 2013, indique en page 41 de la revue : « Parmi les photos de lui [Gérard de Villiers] avec divers seigneurs de la guerre et des soldats en Afrique, en Asie et au Moyen-Orient, je remarquai une lettre encadrée de Nicolas Sarkozy, datant de 2006, faisant l'éloge du dernier roman SAS et disant que cela lui avait appris beaucoup de choses sur le Venezuela. Il fait semblant de me lire me dit de Villiers d'un air dédaigneux. Mais il n'a rien lu. Chirac me lisait. Et Giscard aussi. »

### Le Trésor de Saddam: 1
- Situation dans la série : no 163
- Publication : Éditions Gérard de Villiers, 2006
- Article connexe : Saddam Hussein
- Date et lieux principaux de l'action : Irak (en 2003), Moldavie, Suisse (Genève), Royaume-Uni (Londres)
- Personnages principaux :
- Résumé : Malko part à la recherche d'un milliard de dollars retirés des coffres de la Banque Centrale irakienne peu avant l'invasion américaine de l'Irak. Saddam Hussein avait décidé cette mesure pour pouvoir financer la future résistance irakienne contre l'occupant américain.

### Le Trésor de Saddam: 2
- Situation dans la série : no 164
- Publication : Éditions Gérard de Villiers, 2006
- Article connexe : Saddam Hussein
- Date et lieux principaux de l'action : Liban, Syrie
- Personnages principaux :
- Résumé : Suite de la traque du milliard de dollars de la résistance irakienne contre les troupes américaines.

### Le Dossier K
- Situation dans la série : no 165
- Publication : Éditions Gérard de Villiers, 2006
- Remarque : ne pas confondre avec Le Dossier Kennedy (SAS no 6)
- Date et lieux principaux de l'action : Serbie, Grèce
- Personnages principaux :
- Résumé : Malko est amené à rechercher où se cache le serbe Radovan Karadžić, auteur de crimes contre l'humanité.

### Rouge Liban
- Situation dans la série : no 166
- Publication : Éditions Gérard de Villiers, 2007
- Date et lieux principaux de l'action : Liban
- Personnages principaux :
- Résumé : Malko est invité à participer à titre de consultant , à une petite "manip" : Les services occidentaux ainsi que les Israéliens pensent pouvoir kidnapper ou éliminer Hassan Nazrallah , le chef du Hezbollah au Liban .

### Polonium 210
- Situation dans la série : no 167
- Publication : Éditions Gérard de Villiers, 2007
- Date et lieux principaux de l'action :
- Personnages principaux :
- Résumé :

### Le Défecteur de Pyongyang: 1
- Situation dans la série : no 168.
- Publication : Éditions Gérard de Villiers, 2007.
- Articles connexes : Programme nucléaire de la Corée du Nord, Essai nucléaire nord-coréen du 9 octobre 2006.
- Date et lieux principaux de l'action : Courant 2007, Bangkok (Thaïlande), Hong Kong, Pyongyang (Corée du Nord).
- Personnages principaux : Malko Linge, John Riverside, Gordon Backfield, Kim Song Hun (« le défecteur »), sa fille Eun-Sok, Ling Sima, Han Ki Hong, Li Do Sop, Dong Baojung, Imalai Yodang, M. Li, pasteur Shan, Min Hwa.
- Résumé : John Riverside, le chef de poste de la CIA en Mongolie, tente un énorme bluff à l'encontre de Kim Song Hun, un haut fonctionnaire du gouvernement de Corée du Nord, responsable de l'écoulement de centaines de millions de faux dollars en Asie destinés à alimenter le programme de recherches atomiques du pays. Il lui fait croire que son chef direct, le général Park, a été arrêté dans le cadre d'une purge et qu'il va prochainement être le suivant. Affolé, Kim Song Hun accepte de faire défection et de quitter le pays pour être pris sous la protection de la CIA. S'ensuit alors une course-poursuite pendant plusieurs semaines entre les services secrets de Corée du Nord qui veulent mettre la main sur le défecteur, et Kim Song Hun qui quitte son pays à la frontière sino-coréenne. Kim Song Hun doit traverser la Chine du nord au sud et se rendre soit à Hong-Kong soit à Bangkok pour y être récupéré par la CIA. Malko, qui coule des vacances bien méritées à Bangkok, est chargé, avec le chef de poste de la CIA pour la Thaïlande (Gordon Backfield), de récupérer Kim Song Hun. La CIA n'ayant aucun agent de la CIA en Chine, Malko fait appel à Ling Sima, déjà rencontrée dans une précédente aventure. Elle le met en contact avec une triade chinoise qui accepte de prendre en charge Kim Song Hun et de le convoyer à travers la Chine moyennant une forte rétribution (5 millions de dollars). Mais le défecteur est suivi à la trace par les services secrets nord-coréens, qui ont un ordre simple : l'attraper vivant ou le tuer...

### Le Défecteur de Pyongyang: 2
- Situation dans la série : no 169
- Publication : Éditions Gérard de Villiers, 2007
- Article connexe : Pyongyang
- Date et lieux principaux de l'action : Hong-Kong, Japon
- Personnages principaux :
- Résumé :

### Otages des Taliban
- Situation dans la série : no 170
- Publication : Éditions Gérard de Villiers, 2007
- Article connexe : Talibans
- Date et lieux principaux de l'action : Afghanistan
- Personnages principaux : Malko Linge, Maureen Kieffer.
- Résumé :
- Remarque : Malko s'était déjà rendu à plusieurs reprises dans la zone Afghanistan/Pakistan et s'y rendra encore une fois :
  - L'Homme de Kabul (1972)
  - Embuscade à la Khyber Pass (1983)
  - Loi martiale à Kaboul (1989)
  - Vengez le vol 800 (1997)
  - Bin Laden, la traque (2002)
  - Aurore noire (2005)
  - Otages des Taliban
  - Al-Qaïda attaque : 1 /  Al-Qaïda attaque : 2  (2008)
  - Sauve-qui-peut à Kaboul (2013), roman dans lequel il retrouvera Maureen Kieffer.

### L'Agenda Kosovo
- Situation dans la série : no 171
- Publication : Éditions Gérard de Villiers, 2008
- Date et lieux principaux de l'action : Kosovo
- Personnages principaux :
- Résumé :

### Retour à Shangri-La
- Situation dans la série : no 172
- Publication : Éditions Gérard de Villiers, 2008
- Articles connexes : Shangri-La et Shangri-La (homonymie)
- Date et lieux principaux de l'action : États-Unis, Thaïlande, Laos
- Personnages principaux :
- Résumé :

### Al-Qaïda attaque: 1
- Situation dans la série : no 173
- Publication : Éditions Gérard de Villiers, 2008.

### Al-Qaïda attaque: 2
- Situation dans la série : no 174
- Publication : Éditions Gérard de Villiers, 2008.

### Tuez le Dalaï-Lama
- Situation dans la série : no 175
- Publication : Éditions Gérard de Villiers, 2008
- Article connexe : Dalaï-lama
- Date et lieux principaux de l'action : Inde
- Personnages principaux :
- Résumé :

### Le Printemps de Tbilissi
- Situation dans la série : no 176
- Publication : Éditions Gérard de Villiers, 2009
- Date et lieux principaux de l'action : Tbilissi (en Géorgie)
- Personnages principaux :
- Résumé :

### Pirates
- Situation dans la série : no 177
- Publication : Éditions Gérard de Villiers, 2009
- Date et lieux principaux de l'action : Kenya, Somalie
- Personnages principaux :
- Résumé : En Somalie, rien ne va plus : le pays est livré aux chefs de guerre, plus de gouvernement, plus de douane, plus de police, bref  tout se « déglingue ». Le fondamentalisme s'installe donc facilement. Une part des revenus du pays provient du piratage des navires qui croisent au large des côtes ! Pour l'instant il s'agit d'actes de banditisme et la CIA n'y prête pas trop attention, jusqu'au jour ou un Shebab est repéré sur un bateau piraté. Il manquerait plus que les fous de Dieu s'accoquinent avec les pirates pour réaliser quel noir dessein. Malko est envoyé pour évaluer la situation.
- Article connexe : Harakat al-Shabab al-Mujahedin.

### La Bataille des S-300: 1
- Situation dans la série : no 178
- Publication : Éditions Gérard de Villiers, 2009
- Article connexe : S-300 (système mobile multicanal russe de missiles sol-air)
- Date et lieux principaux de l'action : Iran, Autriche, Russie
- Personnages principaux :
- Résumé :

### La Bataille des S-300: 2
- Situation dans la série : no 179
- Publication : Éditions Gérard de Villiers, 2009
- Date et lieux principaux de l'action : Russie
- Personnages principaux :
- Résumé :

### Le Piège de Bangkok
- Situation dans la série : no 180
- Publication : Éditions Gérard de Villiers, 2009
- Date et lieux principaux de l'action : Bangkok
- Personnages principaux :
- Résumé :

### La Liste Hariri
- Situation dans la série : no 181
- Publication : Éditions Gérard de Villiers, 2010
- Articles connexes : Rafiq Hariri, Tribunal spécial des Nations unies pour le Liban.
- Date et lieux principaux de l'action :
- Personnages principaux : (en) Jamil Al Sayyed ; Tarik Douq, Hassan Haref, Najjam Zakka, Kfar Schway.
- Résumé : Le 14 février 2005, malgré le blindage de son véhicule, un attentat-suicide commis par une camionnette contenant une importante charge explosive tue Rafic Hariri et les membres chargés de sa protection. Malko est envoyé au Liban pour découvrir les commanditaires de l'attentat...
- Remarque : Malko retournera six mois après au Liban, dans le cadre de « l'enquête Renegade ». Il y retrouvera diverses personnes croisées dans le roman, dont le général Mourad Traboulsi, Sybil Murr et la princesse Gamra Al Shaalan Bin Saoud.
- Autour du roman : Le numéro 3758 de la Revue des deux Mondes, paru en juillet-août 2014, a pour principal sujet d'étude et de réflexions la série SAS ; il porte le titre : « G. de Villiers : enquête sur un phénomène français ». Un article de Robert F. Worth, Le romancier qui en savait trop, initialement publié dans The New York Times du 30 janvier 2013, indique en pages 45-46 de la revue : « (...) un ami m'a invité à consulter La Liste Hariri, l'un des nombreux romans de Gérard de Villiers qui se déroule au Liban et dans la région. Le livre, publié au début de 2010, concerne l'assassinat de Rafic Hariri, l'ancien Premier ministre libanais. J'avais passé des années à enquêter sur la mort de Hariri et j'étais curieux de savoir ce que de Villiers avait écrit sur le sujet. J'ai trouvé que les descriptions de Beyrouth et de Damas étaient d'une précision impressionnante, tout comme le nom des restaurants, l'atmosphère des quartiers et les descriptions de certains des chefs de la sécurité que je connaissais depuis que j'avais été chef du bureau de Beyrouth pour le Times. Mais une vraie surprise m'attendait. La Liste Hariri fournit des informations détaillées sur le complot élaboré pour assassiner Hariri, commandité par la Syrie et exécuté par le Hezbollah. Ce complot est l'un des grands mystère du Moyen-Orient, et j'ai trouvé des informations particulières qu'à ma connaissance aucun journaliste ne possédait au moment de la publication du livre, y compris la liste complète des membres du commando et une description de l'élimination systématique des témoins potentiels par le Hezbollah et ses alliés syriens. J'ai été encore plus impressionné quand j'ai parlé à un ancien membre du Tribunal spécial des Nations unies, siégeant aux Pays-Bas, qui a mené une enquête sur la mort de Hariri. « Quand La Liste Hariri est sorti, tous les membres de la commission étaient stupéfaits, m'a-t-il dit. Ils se demandaient tous qui dans l'équipe pouvait avoir vendu ces informations à de Villiers - car il était très clair que quelqu'un lui avait montré les rapports de la commission ou les rapports originaux des services de renseignement libanais ». Quand j'ai posé la question à de Villiers, un discret sourire de triomphe s'est dessiné sur son visage. »

### La Filière suisse
- Situation dans la série : no 182
- Publication : Éditions Gérard de Villiers, 2010
- Article connexe : Suisse
- Date et lieux principaux de l'action :
- Personnages principaux :
- Résumé :

### Renegade: 1
- Situation dans la série : no 183
- Publication : Éditions Gérard de Villiers, 2010
- Remarques :
  - On apprend que Frank Capistrano a pris sa retraite et qu'il est remplacé par le conseiller spécial John Mulligan.
  - Malko était venu au Liban six mois auparavant lors de son enquête sur la « Liste Hariri », et de nombreuses références sont faites dans le roman à son précédent séjour dans le Liban. Il retrouve dans le présent roman diverses personnes déjà rencontrées : le général Mourad Trabulsi, Sybil Murr, la princesse Gamra Al Shaalan Bin Saoud.
  - Ce roman sera ultérieurement évoqué à plusieurs reprises dans le roman La Vengeance du Kremlin (SAS no 200 - parution : 2013), où Malko Linge sera amené à enquêter sur la mort de Boris Berezovsky et où il devra se rendre de nouveau en Israël pour rencontrer le garde du corps de l'oligarque. Le Shin Beth, apprenant son arrivée sur le sol israélien, le considèrera comme un ennemi potentiel et le fera suivre.
- Date et lieux principaux de l'action : Mars-avril 2010.
- Personnages principaux : Malko Linge, Chris Jones et Milton Brabeck, Ronald Taylor, Amanda Delmonico, Ali Mugniyeh (neveu d'Imad Mugniyeh).
- Résumé : Le 15 mars 2010, un commando composé de quatre islamistes s'empare d'un avion Cessna 150 et se dirige droit vers la Maison Blanche. Barrack Obama échappe de peu à la mort et trois des quatre terroristes meurent dans le crash de l'avion (le chef du groupe n'était pas monté dans l'avion). Malko est appelé en urgence par la CIA pour savoir qui sont les commanditaires de l'attaque (chapitres 1 à 5). Une vidéo est adressée aux médias montrant des membres du Hezbollah revendiquer l'attentat. La CIA pense que le donneur d'ordre est l'Iran. À Washington, Malko a des relations sexuelles avec Ann Brodski, maîtresse d'un sénateur. Ronald Taylor, directeur-adjoint du Special Service chargé de la protection rapprochée du président des États-Unis, est interrogé par le FBI : au moment où l'attentat avait eu lieu, il avait été en contact téléphonique quelques minutes auparavant avec sa maîtresse, Amanda Delmonico. Finalement le FBI ne l'incrimine pas (aucune preuve qu'il ait trahi ou qu'Amanda Delmonico soit un agent du Hezbollah). De leur côté, les dirigeants Iraniens pensent que l'attentat a pu être commis par la « branche extérieure » du Hezbollah (chapitres 6 à 8). Les services israéliens ont aussi la même certitude et exigent du président des États-Unis une attaque de représailles contre l'Iran et ses installations nucléaires. Le FBI fait expulser Amanda Delmonico, et elle se rend à Londres pour travailler dans une galerie d'art. Pendant ce temps, Malko est chargé par le NSC de fomenter un attentat à Beyrouth contre l'ambassade d'Iran. Le plan est simple : 500 kg de C-4 seront chargés dans une jeep Cherokee, garée devant l'ambassade. L'explosion devrait endommager les locaux, mais sans tuer quiconque. Malko part donc pour le Liban, accompagné de Chris Jones et de Milton Brabeck. Toutefois Malko est opposé à cette opération, qu'il juge dangereuse, précipitée et inutile. Il retrouve Beyrouth, ville qu'il avait quittée six mois auparavant. Pendant ce temps, le Hezbollah, en Iran, procède à une enquête interne pour déterminer si ce sont bien des agents dépendant de la branche extérieure qui ont tenté de tuer Barrack Obama (chapitres 9 à 12).

### Renegade: 2
- Situation dans la série : no 184
- Publication : Éditions Gérard de Villiers, 2010
- Remarque : ce roman est évoqué à plusieurs reprises dans le roman La Vengeance du Kremlin (SAS no 200 - parution : 2013), où Malko Linge sera amené à enquêter sur la mort de Boris Berezovsky et où il devra se rendre de nouveau en Israël pour rencontrer le garde du corps de l'oligarque. Le Shin Beth, apprenant son arrivée sur le sol israélien, le considèrera comme un ennemi potentiel et le fera suivre.
- Date et lieux principaux de l'action :'
- Personnages principaux :
- Résumé : Malko contrecarre les agissements des services secrets israéliens au sujet d'un complot menaçant le président Barrack Obama.

### Féroce Guinée
- Situation dans la série : no 185
- Publication : Éditions Gérard de Villiers, 2010
- Date et lieux principaux de l'action :
- Personnages principaux :
- Résumé :

### Le Maître des hirondelles
- Situation dans la série : no 186
- Publication : Éditions Gérard de Villiers, 2011
- Date et lieux principaux de l'action : 2010, Monaco (Monte-Carlo), Royaume-Uni (Londres), Autriche (Vienne), Suisse (Genève)
- Personnages principaux :
- Résumé : Invité au bal de la Croix-Rouge de Monte-Carlo auquel il se rend avec Alexandra Vogel, Malko fait la connaissance de Zhanna Khrenkov qui attire son attention. Quelques jours plus tard cette dernière va lui proposer un étrange marché dont la contrepartie est la révélation d'un réseau d'espionnage clandestin dont elle est l'un des deux intermédiaires.

### Bienvenue à Nouakchott
- Situation dans la série :' no 187
- Publication : Éditions Gérard de Villiers, 2011
- Date et lieux principaux de l'action : Nouakchott
- Personnages principaux :
- Résumé : Un avion King Air affrété par la CIA s'est écrasé dans une zone contrôlée par des djihadistes d'AQMI. Fort heureusement, les six passagers américains sont saufs. Par contre, ils sont rapidement faits prisonniers par une cellule djihadiste. Leur chef, Cheik AbuZeid, veut les échanger contre trois « frères » incarcérés à Nouakchott et promis à la peine capitale par le pouvoir en place, qui essaie de faire le ménage contre cette engeance. Pour lui, il n'est pas question de relâcher ces salafistes. Pour le Cheik, si les frères ne sont pas libérés, les otages seront décapités. La marge de manœuvre est étroite et Langley fait appel à SAS pour trouver une solution à ce problème épineux.

### Rouge Dragon: 1
- Situation dans la série : no 188
- Publication : Éditions Gérard de Villiers, 2011
- Date et lieux principaux de l'action : Chine, Tokyo
- Personnages principaux :
- Résumé :

### Rouge Dragon: 2
- Situation dans la série : no 189
- Publication : Éditions Gérard de Villiers, 2011
- Date et lieux principaux de l'action : Pékin
- Personnages principaux :
- Résumé :

### Ciudad Juárez
- Situation dans la série : no 190
- Publication : Éditions Gérard de Villiers, 2011
- Date et lieux principaux de l'action : Ciudad Juárez
- Personnages principaux :
- Résumé : Ciudad Juarez, charmante bourgade mexicaine plaque tournante du trafic de cocaïne, abrite le cartel de la drogue le plus violent qui soit. "Les Aztecos", une des bandes rivales qui se partagent le "gâteau" a conclu un marché avec les Farcs pour faire passer des terroristes du Hezbollah aux Etats-Unis qui y perpétreront des attentats. Les services officiels américains ne sont pas ou peu représentés et pour cause !!! Malko devra s'y coller pour essayer d'éviter que la terreur islamique ne s'abattent sur les États-Unis .

### Les Fous de Benghazi
- Situation dans la série : no 191
- Publication : Éditions Gérard de Villiers, 2012
- Date et lieux principaux de l'action : Benghazi
- Personnages principaux :
- Résumé :
- Autour du roman : 
  - Dans le numéro 3758 de la Revue des Deux Mondes, paru en juillet-août 2014, ayant pour principal sujet d'étude et de réflexions la série SAS, portant le titre : « G. de Villiers : enquête sur un phénomène français », un article de Robert F. Worth, Le romancier qui en savait trop, initialement publié dans The New York Times du 30 janvier 2013, affirme : « Il y a bientôt un an, il [Gérard de Villiers] a publié un roman sur la menace des groupes islamistes dans la Libye post-révolutionnaire, lequel mettait l'accent sur les djihadistes de Benghazi et sur le rôle qu'a joué la CIA pour les combattre. Le roman, Les Fous de Benghazi, est sorti six mois avant la mort de l'ambassadeur américain J. Christopher Stevens et comprenait des descriptions du centre de commandement de la CIA à Benghazi (un secret étroitement gardé à l'époque), qui allait devenir central dans la controverse sur la mort de Stevens. » (revue, p. 38).
  - Dans le même numéro de la Revue des Deux Mondes, un entretien entre la revue et l'ancien ministre Hubert Védrine, intitulé Lire SAS et chercher à « comprendre sans juger », indique, selon Védrine : « Dans Les Fous de Benghazi, qui se déroule en Libye, il [Gérard de Villiers] reprenait une interprétation anti-qatarie qui s'est répandue il y a deux ans et que je trouve inexacte, véhiculant l'idée, alors en vogue, que l'émir du Qatar était « la Tête du serpent », comme s'il y avait une volonté qatarie de financer les islamistes les plus violents, pour déstabiliser les pays et y répandre la charia. Ça n'a jamais été la politique de l'émir du Qatar. C'est l'un des seuls ouvrages où j'ai eu l'impression qu'il s'égarait. » (revue, p. 60).

### Igla S
- Situation dans la série : no 192
- Publications : Éditions Gérard de Villiers, 2012 (nouvelle publication en 2015 avec une page de couverture différente).
- Date et lieux principaux de l'action :
- Personnages principaux :
- Résumé :

### Le Chemin de Damas: 1
- Situation dans la série : no 193
- Publication : Éditions Gérard de Villiers, 2012
- Date et lieux principaux de l'action :
- Personnages principaux :
- Résumé :

### Le Chemin de Damas: 2
- Situation dans la série : no 194
- Publication : Éditions Gérard de Villiers, 2012
- Date et lieux principaux de l'action :
- Personnages principaux :
- Résumé :

### Panique à Bamako
- Situation dans la série : no 195
- Publication : Éditions Gérard de Villiers, 2012
- Date et lieux principaux de l'action : Bamako
- Personnages principaux :
- Résumé :
- Le numéro 3758 de la Revue des Deux Mondes, paru en juillet-août 2014, a pour principal sujet d'étude et de réflexions la série SAS ; il porte le titre : « G. de Villiers : enquête sur un phénomène français ». Un article de Robert F. Worth, Le romancier qui en savait trop, initialement publié dans The New York Times du 30 janvier 2013, indique en pages 41 et 42 de la revue : « Il m'a immédiatement parlé de sa dissection aortique. Il avait failli mourir et avait dû passer trois mois sur un lit d'hôpital. (...) Il est arrivé à maintenir son rythme de publication habituel même à l'hôpital. Il n'y a eu qu'une seule véritable conséquence : il avait utilisé le vrai nom du chef de la CIA en Mauritanie dans son manuscrit et, dans la confusion après l'accident, il a oublié de le changer dans la version finale. Il m'a dit : La CIA était furieuse. J'ai dû m'expliquer. Mes amis à la DGSE ont aussi présenté leurs excuses de ma part. »

### Le Beau Danube rouge
- Situation dans la série : no 196
- Publication : Éditions Gérard de Villiers, 2013
- Date et lieux principaux de l'action :
- Personnages principaux :
- Résumé :

### Les Fantômes de Lockerbie
- Situation dans la série : no 197
- Publication : Éditions Gérard de Villiers, 2013
- Article connexe : « Attentat de Lockerbie »
- Date et lieux principaux de l'action :
- Personnages principaux :
- Résumé :
- Autour du roman : Le numéro 3758 de la Revue des Deux Mondes, paru en juillet-août 2014, a pour principal sujet d'étude et de réflexions la série SAS ; il porte le titre : « G. de Villiers : enquête sur un phénomène français ». Un article de Robert F. Worth, Le romancier qui en savait trop, initialement publié dans The New York Times du 30 janvier 2013, indique en page 48 de la revue : « J'ai demandé à de Villiers ce qu'il en était de son prochain roman et ses yeux se sont illuminés. « Je reviens sur une vieille histoire », dit-il. « Lockerbie ». Le livre est fondé sur l'hypothèse que c'était l'Iran et non la Libye qui était responsable du fameux attentat contre l'avion de ligne en 1988. Les Iraniens se sont beaucoup démenés pour convaincre Muammar al-Kadhafi d'endosser la responsabilité de l'attaque, perpétrée pour se venger du fait qu'un avion de ligne iranien avait été abattu par des missiles américains six mois plus tôt, raconte de Villiers. Il s'agit là d'une théorie du complot de longue date encore non avérée, mais lorsque je suis rentré aux États-Unis, j'ai appris que de Villiers n'avait peut-être pas tout à fait tort. J'ai parlé à un ancien agent de la CIA, qui m'a dit que « les meilleures sources de renseignement » sur l'attentat de Lockerbie indiqueraient l'implication de l'Iran. C'est un sujet de controverse intense à la CIA et au FBI, m'at-il dit, en partie parce que les preuves contre l'Iran sont classées secret défense et ne peuvent pas être présentées au tribunal, mais de nombreuses personnes à l'agence pensent que c'est l'Iran qui a orchestré l'attentat. »

### Sauve-qui-peut à Kaboul: 1
- Situation dans la série : no 198
- Publication : Éditions Gérard de Villiers, 2013
- Date et lieux principaux de l'action ' 2013 - Kaboul (Afghanistan)
- Personnages principaux : Malko Linge, John Mulligan (conseiller du président Obama pour l'Afghanistan), Clayton Luger (directeur des opérations clandestines à la CIA), Abdul Ghani Beradar (négociateur des Talibans), Nelson Berry (agent contractuel de la CIA à Kaboul), Warren Muffet (chef de poste de la CIA à Kaboul), Mark Spider (ancien chef de poste de la CIA à Kaboul), Maureen Kieffer (chef d'entreprise Sud-africaine à Kaboul), Musa Kotak (taliban), Luftullah Kibzai (membre de la police secrète d'Hamid Karzai), Alicia Burton (jeune femme qui a des relations sexuelles avec Malko), Ashraf Nyadi (tueuse à gages).
- Résumé : Sur ordre du président Obama, la CIA renoue en secret avec les Talibans modérés. Le but est de quitter militairement l'Afghanistan en laissant un pays relativement stable sur le plan politique, avec une association des Talibans au gouvernement. Mais les Talibans avec qui les conseillers proches de Barack Obama sont en relation mettent une demande pour eux essentielle : il faut que le président Hamid Karzai quitte le pouvoir le plus rapidement possible, car sa « clique » et lui-même sont considérés comme totalement corrompus. Les Américains ne voient qu'une possibilité : envoyer Malko Linge en Afghanistan afin que celui-ci procède à son élimination physique. Malko, à contrecœur, accepte la mission. Il va donc à Kaboul et a un premier entretien avec le chef de poste de la CIA, Warren Muffet, sur la situation militaro-politique du pays. Pour éviter les fuites, il est prévu que Warren Muffet ignore tout de la réelle mission de Malko (chapitres 1 à 4). Malko contacte un agent contractuel de la CIA, Nelson Berry, concernant l'organisation de la mission qui lui a été confiée. Nelson Berry accepte d'assassiner Karzaï à condition de recevoir une forte somme, à fixer. Puis Malko revoit Maureen Kieffer, une femme avec qui il avait eu une liaison lors de sa dernière mission dans le pays [4]. Il ne tarde pas à avoir des relations sexuelles avec elle. Malko découvre qu'il est suivi. S'agit-il de la NDS, la police politique d'Hamid Karzai ? Malko espère que non, sinon il est un homme mort. Malko rencontre aussi Musa Kotak, un Taliban modéré qui sert d'intermédiaire entre la CIA et les Talibans, puis Luftullah Kibzai, membre de la police secrète d'Hamid Karzai. Ce dernier explique à Malko que la mort du président ouvrirait une période d'instabilité et de confusion extrême et que cela permettrait aux Talibans de reprendre le pays : exactement le contraire du but recherché par les Américains ! Nelson Berry annonce à Malko qu'il assassinera Hamid Karzaï moyennant versement de la somme de quatre millions de dollars, dont un million d'acompte (chapitres 5 à 8). Malko reçoit 500 000 dollars en billets de banque à remettre à Nelson Berry. La voiture se fait braquer et il est fait prisonnier par des inconnus (l'argent est volé en même temps). Il est retenu pendant plusieurs jours au fond d'un puits. Une demande de rançon est remise à Nelson Berry, qui répercute l'information à la CIA. Les Américains contactent la NDS pour retrouver Malko mais sans grand succès : la seule piste (traçabilité du portable de Malko) s'avère inexploitable. Les Talibans, informés de la disparition de Malko, tentent aussi de le retrouver, mais sans succès. C'est Nelson Berry qui, parvenant à retrouver la voiture volée par les ravisseurs, retrouve la trace de Malko dans un petit village à 10 km de Kaboul, et qui parvient à le libérer par un coup de main audacieux (chapitres 9 à 14). Malko apprend par Musa Kotak, l'intermédiaire avec les Talibans, que les commanditaires de son enlèvement ne sont pas talibans mais sont en lien avec le président Karzaï. On peut donc supposer que c'est ce dernier qui a donné l'ordre d'enlever Malko. Comment Hamid Karzaï aurait-il pu être au courant de la mission top-secrète de Malko ? Peu après, Malko fait l'objet d'une tentative d'attentat au lance-roquette. Après une longue discussion avec le chef de poste Warren Muffet, Malko suppose que c'est le prédécesseur de Muffet, Mark Spider, qui a informé le président afghan. Malko retourne donc à Washington pour un entretien avec John Mulligan et Clayton Luger. Il leur propose un plan : « intoxiquer » Mark Spider en lui faisant croire que le complot contre Karzaï est abandonné. Le plan est approuvé et mis en œuvre. Malko apprend, grâce à une surveillance du correspondant de Spider en Afghanistan, que Karzaï est informé de la « fin du complot » (chapitres 15 à 21). Pendant ce temps, Nelson Berry a mis au point un projet d'attentat contre le président Karzaï : il s'agit de lui tirer dessus avec un fusil antichar Degtiarev 41 au moment où, quatre jours plus tard, Karzaï se rendra à l'aéroport. Nelson reçoit l'accord de Malko pour passer à l'action. Malko réserve un vol pour un départ le jour de l'attentat. Le jour fatidique arrive. Le vol de Malko est retardé en raison des circonstances atmosphériques et Malko doit rester à Kaboul. Comme prévu, Nelson tire sur le cortège présidentiel et vise la troisième voiture (puisque son informateur lui avait affirmé que Karsaï y serait). Or en réalité, le président ne se trouvait pas dans cette voiture. L'attentat a donc échoué. Nelson et Malko, en plein Kaboul, craignent d'être traqués par la police politique de Karsaï. L'action se poursuit dans le roman suivant.
- Remarque : Malko s'était déjà rendu à plusieurs reprises dans la zone Afghanistan/Pakistan :
  - L'Homme de Kabul (1972)
  - Embuscade à la Khyber Pass (1983)
  - Vengez le vol 800 (1997)
  - Bin Laden, la traque (2002)
  - Aurore noire (2005)
  - Otages des Taliban (2007)
- Autour du roman : Le numéro 3758 de la Revue des Deux Mondes, paru en juillet-août 2014, a pour principal sujet d'étude et de réflexions la série SAS ; il porte le titre : « G. de Villiers : enquête sur un phénomène français ». Un article de Renaud Girard, Gérard de Villiers, mon compagnon d'aventures, indique en pages 53-54 de la revue : « Je fais feu de tout bois ; et je suis comme une éponge, j'enregistre tout, m'a-t-il un jour confié à Peshawar. De Villiers ne laissait jamais très longtemps en jachère une anecdote piquante, car il réutilisait systématiquement tout ingrédient littéraire un tant soit peu goûteux. Dans son dernier livre consacré à l'Afghanistan (Sauve-qui-peut à Kaboul), dans lequel il raconte de manière prophétique une « manip » foireuse des Américains pour se débarrasser du président Hamid Karzaï, Malko passe trois jours enfermé au fond d'un puits. Cette histoire est réelle : elle est arrivée à un grand ami de Gérard, le prince Homayoun Assefi, cousin germain de l'ancien roi Zaher Shah, gentleman diplômé de Sciences Po sous Charles de Gaulle, et homme politique ami des Français. Mais ce n'était ni son talent de reporter ni son flair de géopoliticien que j'admirais le plus chez lui. C'était son génie de la dramaturgie. »

### Sauve-qui-peut à Kaboul: 2
- Situation dans la série : no 199
- Publication : Éditions Gérard de Villiers, 2013
- Article connexe : Kaboul
- Date et lieux principaux de l'action : 2013 - Afghanistan (principalement Kaboul).
- Personnages principaux : Malko Linge, Nelson Berry, Parviz Bamyan (chargé de l'enquête officielle), Mousa Kotak (chef religieux taliban), Alicia Burton, Maureen Kieffer.
- 'Résumé : 
  - Les services secrets d'Hamid Karzai sont sur les dents après la tentative d'assassinat. À tout hasard, le haut fonctionnaire chargé de l'enquête, Parviz Bamyan, envoie une voiture de patrouille à l'hôtel de Malko. Quand l'agent secret arrive près de l'hôtel, il aperçoit les policiers et continue son chemin. Il va voir le maulana Mousa Kotak pour demander de l'aide. Le religieux taliban lui propose de lui faire quitter Kaboul par la route, direction Gandahar. Pendant ce temps, Nelson Berry exécute l'informateur qui lui avait donné un faux renseignement sur la voiture que devait occuper le président Karzai. Les services secrets de Karzai n'ont aucune piste tangible, et pour leur part les chefs de la CIA se demandent comment les événements vont tourner à la suite de cet attentat raté (chapitres 1 à 3).
  - Avec Nadir, le neveu du maulana Kotak, Malko prend en taxi la route de Gandahar. Alors qu'ils n'ont pas encore dépassé Gazni, la voiture est arrêtée par des villageois dont deux des leurs sont morts récemment en raison d'une frappe aérienne de la coalition. Ces villageois de Yusuf Khel envisagent de les vendre aux talibans, ou de tuer Malko (tout simplement parce qu'il est étranger). Se décidant à l'instinct et craignant pour sa vie, Malko passe à l'action et tue le villageois monté dans la voiture ; il ordonne au conducteur de taxi de faire demi-tour. Poursuivis par les villageois, le taxi parvient à les semer. Le conducteur dépose Malko et Nadir à 40 km de Kaboul. Ils parviennent à rentrer dans la capitale. Pendant ce temps, Parviz Bamyan a obtenu le numéro minéralogique de la voiture et fait interpeller le conducteur. Ce dernier, menacé de mort, avoue tout. Malko va passer la nuit chez Alicia Burton. Au petit matin, il va voir Warren Muffet, le chef de station de la CIA à Kaboul (chapitres 4 à 8).
  - L'enquête des services secrets afghans avance : le maulana Kotak est auditionné sur les activités récentes de son neveu et sur Malko. Se disant que Malko en sait trop, le chef taliban envisage de le faire exécuter. Nelson Berry, lui-aussi, envisage de tuer Malko puisqu'il est le seul qui peut de manière certaine le relier à l'attentat. En attendant, Nelson prépare son départ du pays et cache son argent dans une vieille ferme. Malko rend compte à Clayton Luger, le numéro deux de la CIA, de ses activités depuis l'attentat raté. Pendant ce temps, le général Abdul Razzik va interroger Nelson Berry : il veut les coordonnées de Malko afin d'obtenir une preuve de la manip' des Américains. Il découle de l'entretien entre les deux hommes que Nelson ne sera pas inquiété s'il coopère. Tout ceci renforce la volonté de Nelson de liquider Malko rapidement. Clayton Luger vient en urgence à Kaboul ; il expose à Malko le plan que ses services ont élaboré pour se réconcilier avec Karzai. Il a un entretien avec le chef de cabinet de Karzai. Un accord est trouvé entre les deux responsables : Nelson Berry sera jugé en tant que fusible, et après quelques mois de détention, transféré à la prison de Bagram puis libéré discrètement. Luger charge Malko de rencontrer immédiatement Nelson Berry et d'obtenir sa coopération active pour la mise en œuvre de cet accord. Rencontrant Maureen Kieffer et ayant des relations sexuelles avec elle, Malko apprend incidemment que Nelson est sur le point de quitter définitivement le pays (chapitres 9 à 13).
  - Malko contacte alors Nelson, lequel lui propose un rendez-vous dans un endroit isolé. Les deux hommes, qui ne s'étaient plus vus depuis les préparatifs de l'attentat, ont une vive discussion. Nelson annonce à Malko son refus de jouer le rôle prévu et s'apprête à le tuer, quand Malko, par réflexe, riposte et l'abat. Face à cet événement imprévu, Malko appelle Clayton Luger. Les militaires américains arrivent sur les lieux et embarquent le cadavre, tandis que Luger échafaude un nouveau plan pour expliquer à Karzai la mort de Berry et pour éviter que Malko soit inquiété. Il indique aussi à Malko que les tractations avec les Talibans vont continuer pour évincer Hamid Karzai. Luger retourne voir le conseiller politique de Karzai, et les deux hommes décident que Malko ne pourra pas quitter le pays tant qu'il n'aura pas payé « le prix du sang » (environ 20 000 dollars) à la famille du villageois tué (chapitres 14 et à 15).
  - Malko peut rentrer à son hôtel sans être inquiété. Il a de nouveau une relation sexuelle avec Maureen Kieffer. Le lendemain, Malko, accompagné d'un interprète et de militaires américains, se rend au village de Yusuf Khel. La cérémonie de paiement du « prix du sang » se déroule sans difficulté et les 20 000 dollars sont remis à la famille du villageois tué. Sur le chemin du retour, Malko change de voiture. Bien lui en prend, car la voiture qu'il avait empruntée à l'aller avec l'interprète est prise pour cible et est criblée de balles. Après un échange nourri de coups de feu, les assaillants disparaissent. De retour à Kaboul, Malko a compris que ce sont les Talibans qui ont monté l'attaque. Malko rencontre de nouveau le maulana Kotak et lui fait part de ses réflexions. Il explique aussi que les Américains souhaitent continuer le dialogue avec les Talibans. Le lendemain, Kotak explique à Malko que c'est un groupe de talibans dissidents qui l'a attaqué. Malko en profite pour faire part de la proposition de la Maison-Blanche : empêcher Karzai d'être réélu lors de l'élection présidentielle de l'année suivante en soutenant secrètement un candidat de rassemblement national, que les Talibans pourraient accepter (chapitres 16 à 18).
  - Kotak rend compte au conseil suprême des Talibans et fait savoir à Malko que les Talibans acceptent de négocier. Un négociateur, par ailleurs chef taliban respecté, va être envoyé à Kaboul : mollah Abdul Beradar. Malko transmet l'information à Washington, qui en retour lui indique la personne proposée pour remplacer Karzaï : Abdullah Abdullah. Malko rencontre de nouveau Kotak et lui déclare qu'il ne donnera le nom qu'au mollah Beradar. Malko choisit un lien de rendez-vous discret : le domicile de Maureen Kieffer. Mais le chef-espion de Karzaï, Parviz Bamyan, grâce à une taupe implantée chez les talibans, apprend l'arrivée prochaine de Beradar à Kaboul. Il suppose que celui-ci va rencontrer Malko, puisque ce dernier, après l'attentat raté, n'a pas quitté le pays. Il renforce la surveillance de Malko (chapitres 19 et 20).
  - Le rendez-vous chez Maureen Kieffer n'a pas lieu, le mollah Beradar s'étant rendu compte que Malko était suivi. Le rendez-vous a lieu, finalement, dans une échoppe du centre-ville. Malko lui révèle l'identité d'Abdullah Abdullah et le rôle que les Américains souhaiteraient lui faire jouer. Mais les services secrets de Karzaï interviennent. Tandis que Malko parvient à s'enfuir, Beradar est fait prisonnier. Malko est chargé par Washington de prévenir immédiatement Abdullah Abdullah des intentions américaines concernant les élections présidentielles et que sa vie est potentiellement en danger. Pendant ce temps, Maureen Kieffer est arrêtée par les services secrets de Karzaï (chapitres 21 à 23).
  - Maureen Kieffer est sauvagement violée et torturée mais, ignorant tout de Beradar, ne peut rien avouer. Pour sa part, Beradar finit par avouer sous la torture et lache le nom d'Abdullah Abdullah. Malko rencontre Abdullah Abdullah et lui soumet le plan américain ainsi que la consigne de prendre de sévères précautions. Arrêté par des faux policiers, Malko est conduit devant un chef mafieux dont le métier est d'exporter de l'héroïne un peu partout dans le monde : Farhad Naibklul. Ce dernier a été contacté par Karzaï qui l'a prié de faire disparaître Malko. Mais Farhad Naibklul propose un marché à Malko : si le mandat d'arrêt international lancé contre lui par Interpol est levé dans les trois jours, il libèrera Malko. Sinon il le fera dévorer par des chiens de combat Kuchi. Malko contacte ses amis de la CIA, qui parviennent in extremis à faire lever le mandat d'arrêt international. Malko est libéré et est immédiatement exfiltré d'Afghanistan depuis l'aéroport de Bagram (chapitres 24 à 27).

### La Vengeance du Kremlin
- Situation dans la série : no 200
- Publication : Éditions Gérard de Villiers, 2013
- Date et lieux principaux de l'action :
- Personnages principaux :
- Résumé :
- Remarque : le roman évoque la suite, sept ans après, du roman Polonium 210 de la même série (SAS no 167 - mars 2007), concernant la mort mystérieuse d'Alexandre Litvinenko.

## Hors-série

### L'Œil de la veuve
- Novélisation d'après le scénario du film homonyme basé sur Vengeance romaine et La Veuve de l'Ayatollah.
- Publication : Vaugirard, 1991
- Résumé :

## Recueils thématiques

### La Guerre froide(2004)
- Volume 1
  - SAS à Istanbul
  - La Panthère d'Hollywood
  - Berlin : Check-point Charlie
  - Rendez-vous à Boris Gleb
  - Le Printemps de Varsovie

- Volume 2
  - Le Bal de la comtesse Adler
  - Protection pour Teddy Bear
  - Opération Matador
  - Piège à Budapest
  - L'Affaire Kirsanov

- Volume 3
  - Magie noire à New York
  - L'Ange de Montevideo
  - Les Sorciers du Tage
  - Le Gardien d'Israël
  - Le Fugitif de Hambourg

- Volume 4
  - Dossier Kennedy
  - Murder Inc., Las Vegas
  - Meurtre à Athènes
  - La Filière bulgare
  - Le Vol 007 ne répond plus

### Le Conflit israélo-palestinien(2004)
- Mort à Beyrouth
- Les Fous de Baalbek
- Vengeance à Beyrouth
- Armageddon
- La Manip du Karin A

### La Terreur islamiste
- Au Nom d'Allah
- Tuerie à Marrakech
- Vengez le vol 800
- Albanie, mission impossible
- Djihad

### Russie et CIA(2006)
- Mission à Moscou
- KGB contre KGB
- L'Or de Moscou
- Vengeance Tchétchène
- Une Lettre pour la maison blanche

### Les guerres secrètes de Pékin(2006)
- Rendez-vous à San Francisco
- L'Homme de Kabul
- Le Disparu de Singapour
- Shanghaï Express
- L'Otage du triangle d'or

### Tumultueuse Afrique(2007)
- Putsch à Ouagadougou
- Panique à Bamako
- Aventure en Sierra Leone
- Coup d'état sur Tripoli
- Commando sur Tunis
- Le complot du Caire
- La piste de Brazzaville
- Guêpier en Angola
- La blonde de Pretoria
- Zaïre Adieu
- Compte à rebours en Rhodésie
- Des armes pour Khartoum
- Mission impossible en Somalie
- Le Trésor du Négus
- Panique au Zaïre
- Escale à Gibraltar
- Les Croisés de l'Apartheid
- Tuerie à Marrakech
- Enquête sur un génocide
- Pirates
- Féroce Guinée
- Bienvenue à Nouakchott
- Les Fous de Benghazi

### Violences au Moyen-Orient(2008)
- Les Pendus de Bagdad
- Massacre à Amman
- Kill Henry Kissinger !
- Carnage à Abu Dhabi
- Coup d'État au Yémen